# Jan Hendrych
Jan Hendrych (* 28. listopadu 1936 v Praze) je český sochař, malíř, restaurátor, kurátor a emeritní profesor Akademie výtvarných umění v Praze.

## Život
Jan Hendrych se narodil v Praze - Střešovicích v rodině právníka JUDr. Jaroslava Hendrycha (1908-1992) a sochařky Olgy Hendrychové, rozené Tobolkové (1910-1986), žačky prof. Otakara Španiela. Má sestry Janu a Olgu.
V letech 1951–1955 absolvoval Střední průmyslovou školu bytové tvorby (prof. Václav Markup). Na Vysoké škole uměleckoprůmyslové v Praze studoval (1955–1961) v sochařských ateliérech prof. Josefa Wagnera a prof. Jana Kavana a navštěvoval semináře obecné estetiky vedené Dr.Dušanem Šindelářem. V letech 1963–1966 studoval postgraduálně na AVU u prof. Karla Hladíka a Prof. Karla Lidického. Mezi jeho spolužáky a generační druhy patřilo několik avantgardních výtvarníků, kteří se zabývali strukturální abstrakcí: Antonín Tomalík, Pavel Nešleha, Aleš Veselý, Zdeněk Beran, Antonín Málek, Jan Koblasa.
Poprvé se jako sochař zúčastnil výstavy Socha 1964 Liberec a vystavoval se členy skupiny Index v GMU v Roudnici (1966) a Galerii Vincence Kramáře (1968). První samostatné výstavy měl roku 1966 v Galerii mladých v pražském Mánesu a roku 1967 v letohrádku v Ostrově. Zúčastnil se devíti přehlídek FIDEM (International Art Medal Federation).
Po roce 1968 ztratil možnost vystavovat a živil se restaurováním soch. Z tohoto období je nejvýznamnější jeho rekonstrukce dvou sousoší Theodora Friedla na atice divadla v Karlových Varech (s J. Laštovičkovou). Svou volnou tvorbu mohl Jan Hendrych vystavit až roku 1988 v Galerii hlavního města Prahy (Staroměstská radnice).
Roku 1990 byl pověřen vedením Ateliéru figurálního sochařství na Akademii výtvarných umění v Praze a o rok později zde byl jmenován profesorem. Zároveň působil jako externí profesor na Akademii umění v Banské Bystrici a od roku 2000 jako vedoucí tamějšího sochařského ateliéru.
V roce 1993 se stal členem obnovené Umělecké besedy, roku 1995 členem Státní komise pro kovová platidla ČNB. V letech 1993-95 byl prorektorem AVU.
V letech 1997 a 1999 vedl dva semestry figurálního modelování na Akademii v Helsinkách.

### Ocenění
- 1990 První cena, Trienále plastiky, Sopoty
- 1992 Zlatá a bronzová medaile, Bienále Dantesca, Ravenna
- 1996 cena Ministerstva kultury Italské republiky, Bienále Dantesca, Ravenna[3]
- 2023 Cena VIZIUM a uvedení do Síně slávy (Česká akademie vizuálního umění)[4]

## Dílo

### Sochařská tvorba
Jan Hendrych se během studií ve Wagnerově ateliéru věnoval portrétu, ale byl ovlivněn také expresivitou a citovou angažovaností českého baroka. Prostřednictvím prof. Kaplického se seznámil s tvorbou Marina Mariniho a poučil se z expresivní kubistické modelace Otto Gutfreunda (Sedící v kavárně, 1957) i plastické stavby soch Henry Moora, a možnosti plynulých přechodů mezi figurací a abstrakcí. Jan Hendrych je sám velmi muzikální a celoživotně ho ovlivňuje poslech barokní hudby. Také jeho sochařská tvorba se postupně vyvinula k jakémusi baroknímu manýrismu.
Je vynikajícím portrétistou, ale podobně jako řadu generačních druhů, i jeho zasáhla vlna strukturální abstrakce a experimentování s novými materiály (Figura s rastrem, polyester, 1960). V 60. letech vytvořil série abstraktních stél (Klavírista, 1964), figurálních abstrakcí (Nachýlená figura, 1965-66) a expresivní busty kombinující sádru s plastem a polychromií (Sedící s myšlenkou, 1969) nebo s industriálními prvky. Jan Hendrych se vlastním pojetím abstrakce již počátkem 60. let profiloval jako výrazná individualita s autentickým sochařským cítěním.
Koncem 60. let se vrátil k figuraci osobitou reakcí na podněty amerického pop-artu a situačního civilismu George Segala a francouzského nového realismu sochami Čtenář a Sedící s pivem (1968). Jeho díla jsou spojena i s aktuální novou figurací, poznamenanou návratem existencialismu. Reakcí na okupaci roku 1968 je několik bust tajemníků (Tajemník velký, 1968–1969). Roku 1969 se zúčastnil sochařského sympozia umělých hmot Artchemo v Pardubicích (konstruktivistické torzo z kombinovaných materiálů Ležící, 1969) a historicky významných výstav Nová figurace v Praze a Brně. Jeho reflexe programu Nové citlivosti a racionálního konstruktivismu patří k tomu nejlepšímu, co v dějinných souvislostech charakterizovalo osvobozující aktuálnost technických motivů v tehdejším českém umění.

#### Portréty a hlavy

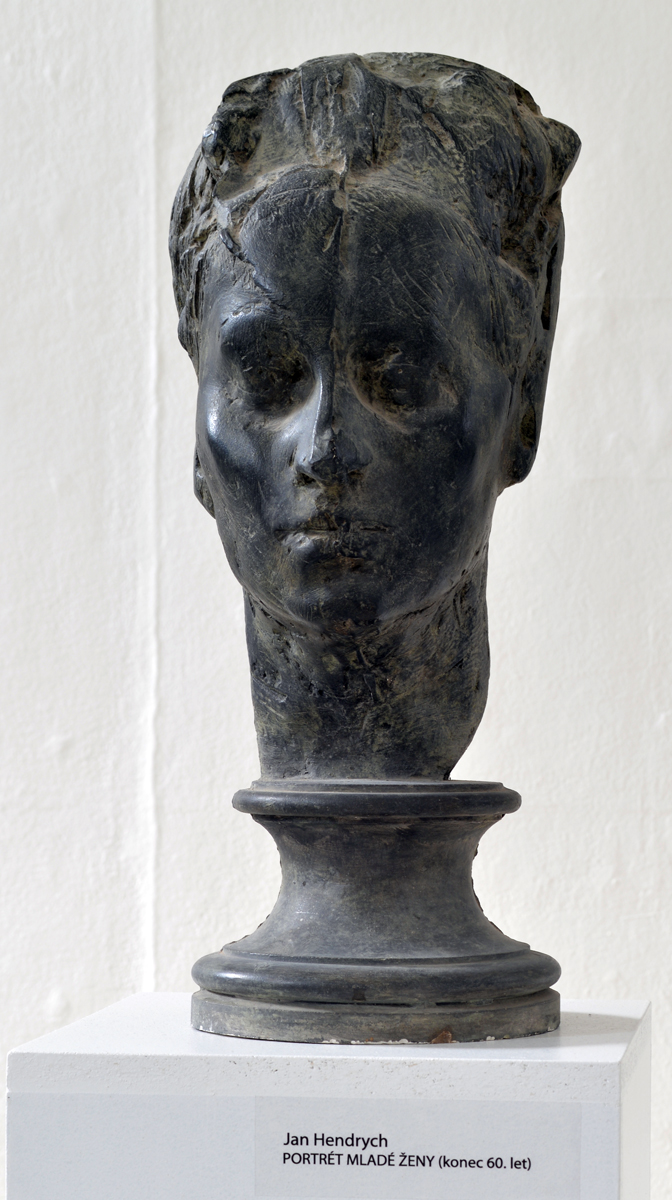
Portrét mladé ženy (konec 60. let)
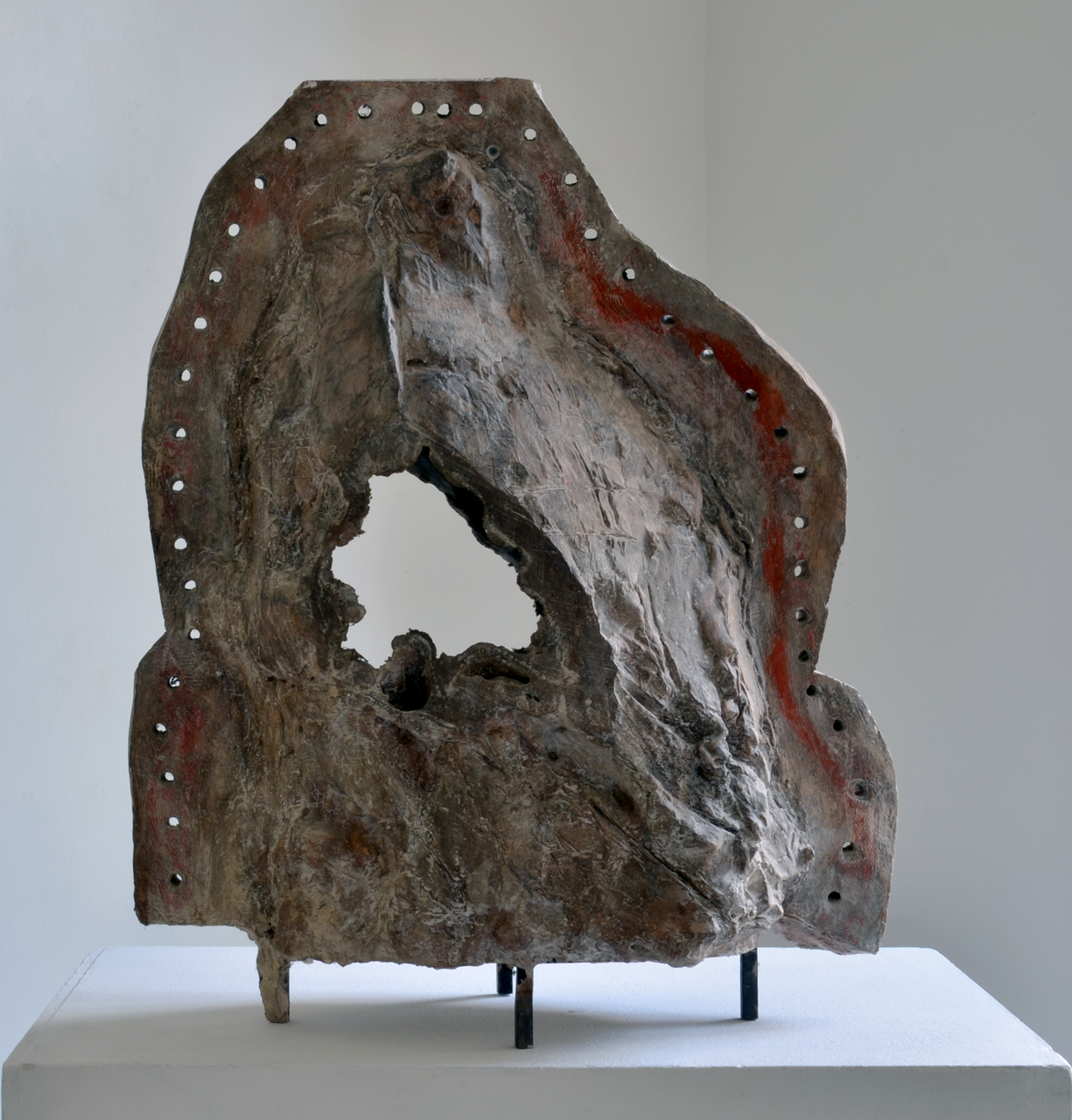
Velký tajemník (1968–1969)
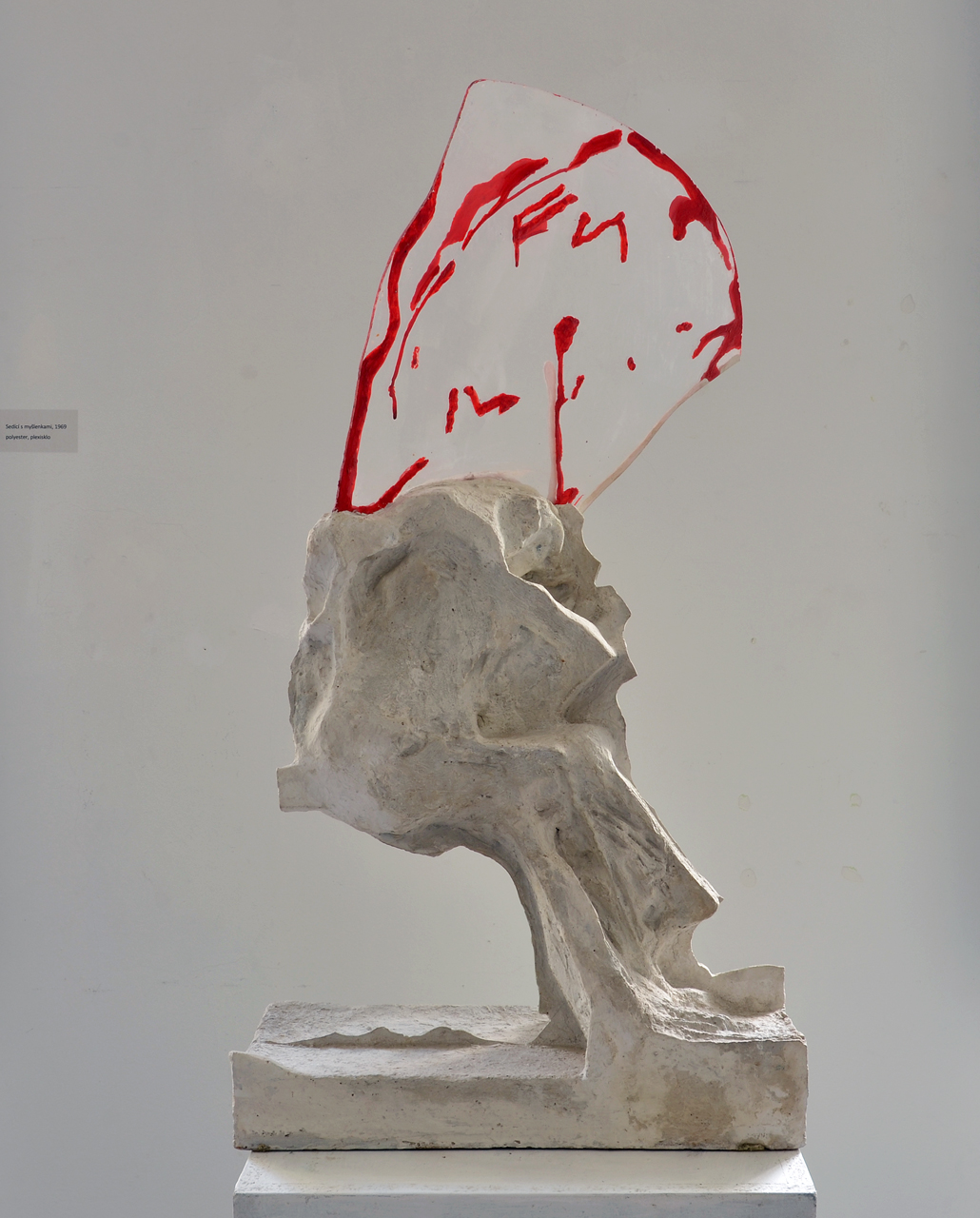
Sedící s myšlenkami (1969)
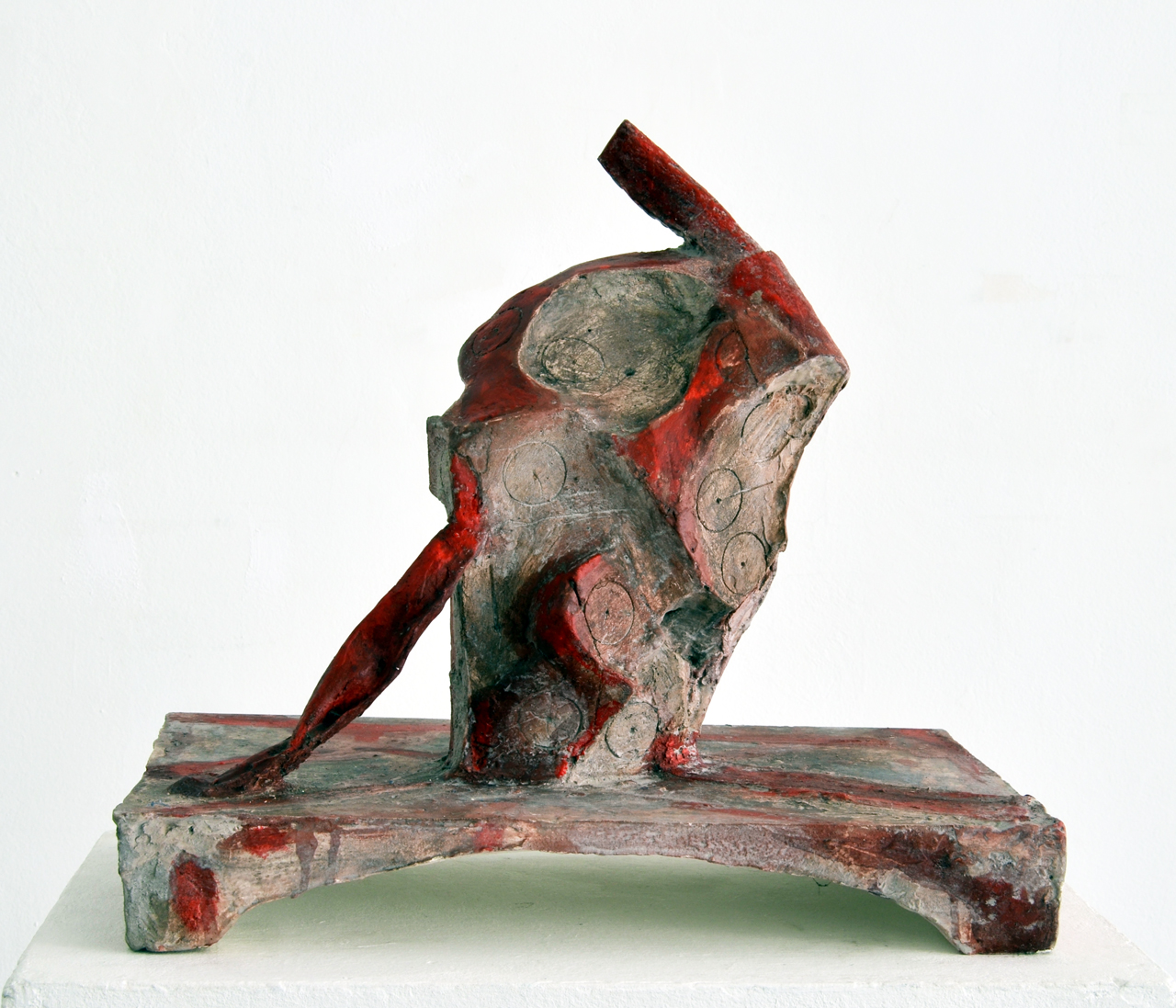
Most – Šašek (1975)
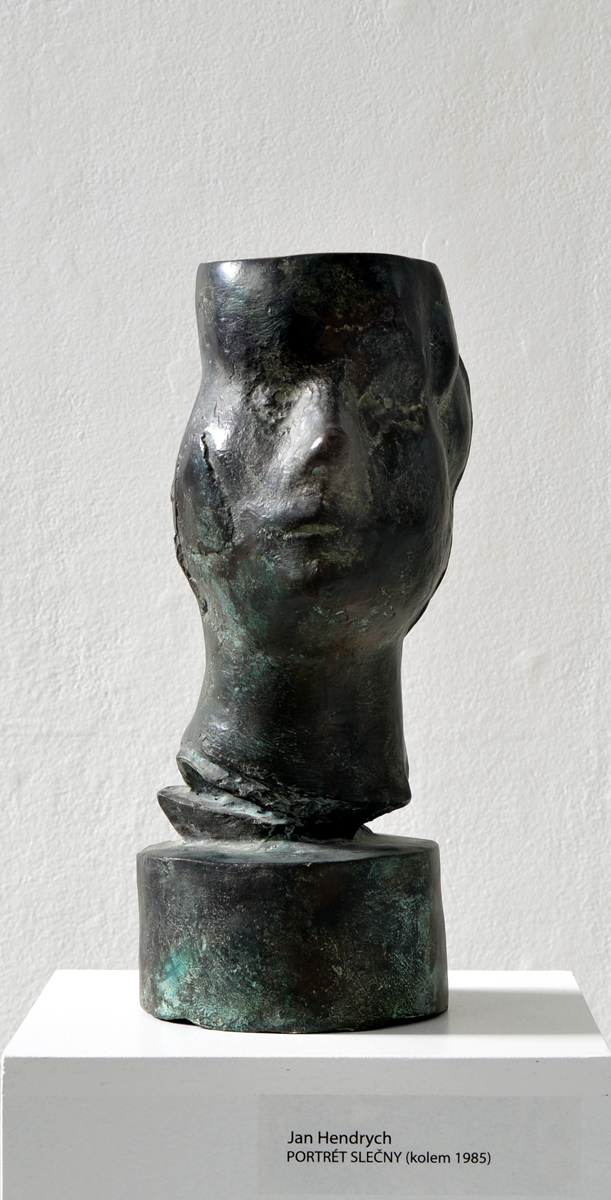
Portrét slečny (kolem 1985)
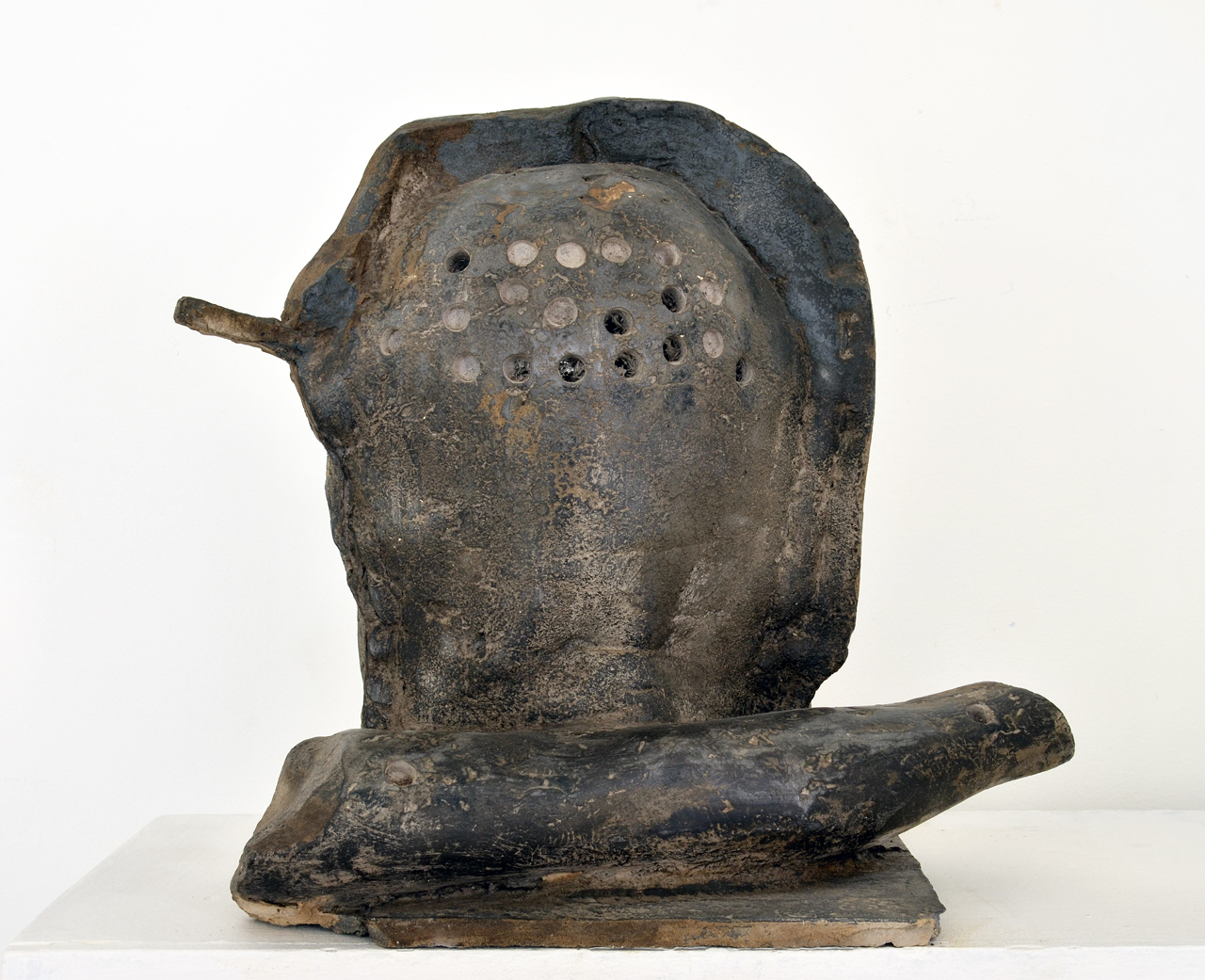
Hlava s rastrem (2005)
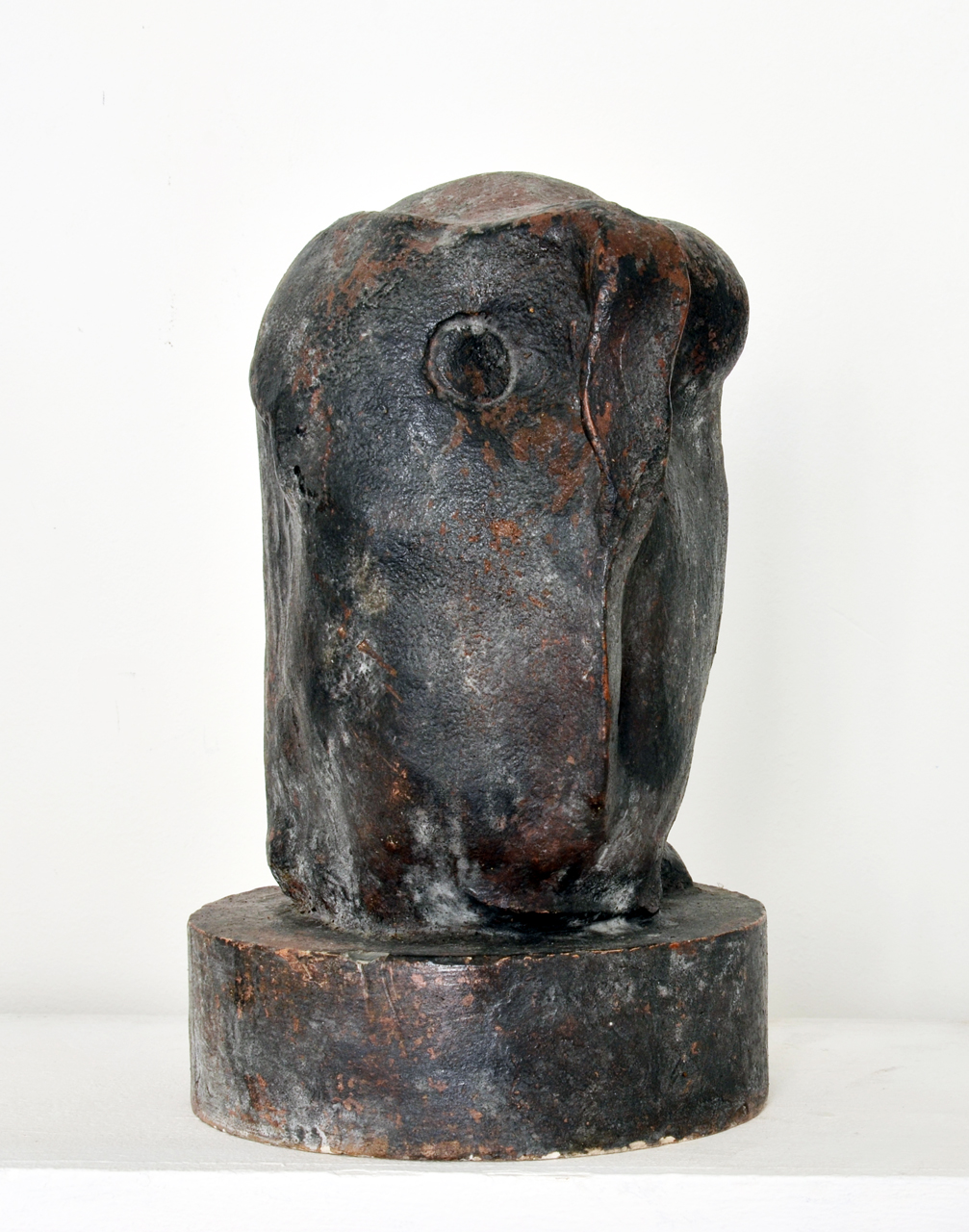
Hlava (2010)
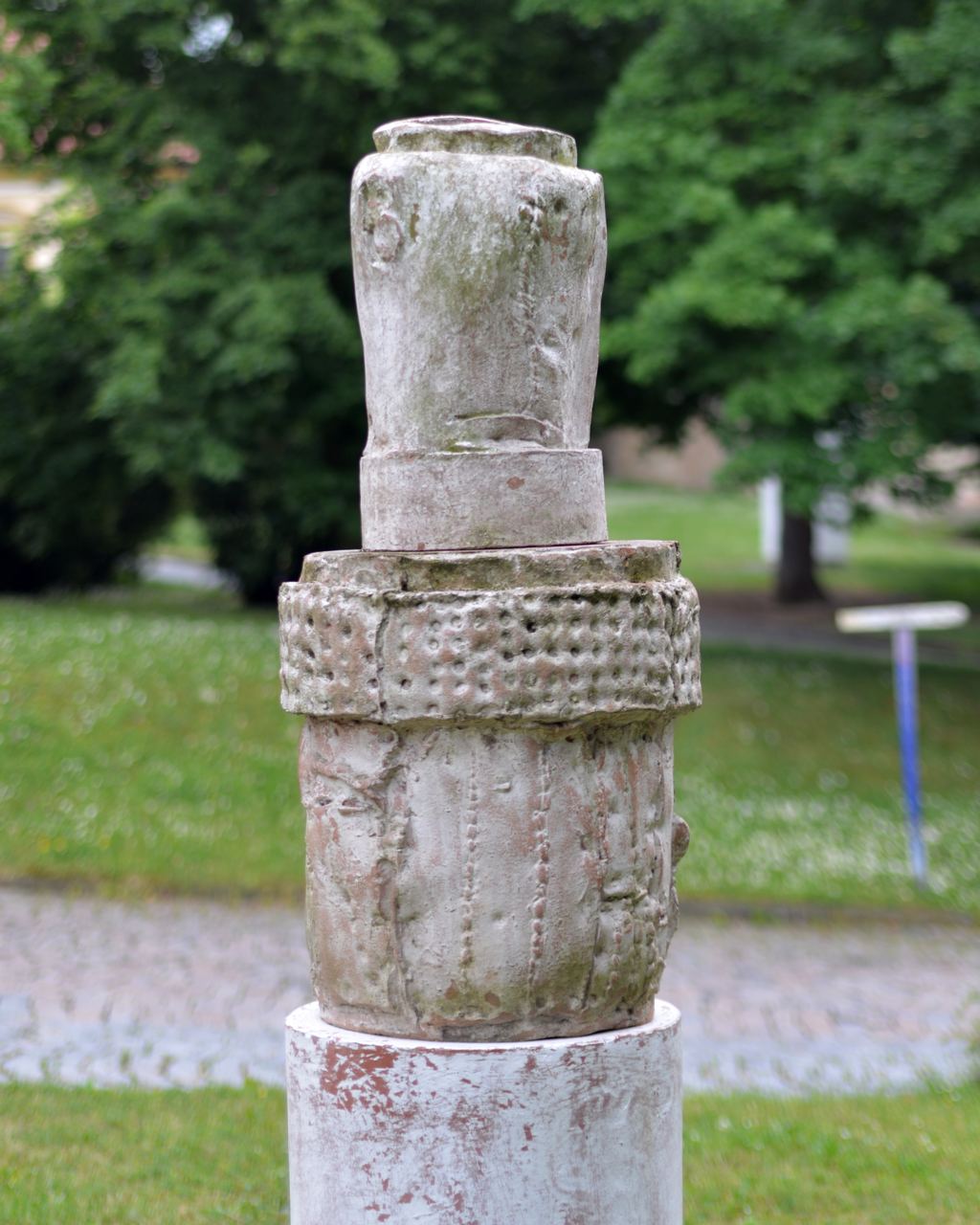
Hlava (2015)

Od 70. let pracoval jako restaurátor v Jižních Čechách a získával také zakázky na monumentální realizace do veřejného prostoru. Setkávání s historickými mosty v malých obcích i všudypřítomnými sochami Jana Nepomuckého byla inspirací k následující rozsáhlé sérii komorních plastik mostů s figurou, která pokračovala až do roku 2000. Mosty jsou existenciální metaforou osudové cesty, rizika, zlomu, nebo záznamem dramatické události ve spojení s lidským příběhem. Ucelený soubor těchto plastik vystavila roku 1997 Galerie Ztichlá klika. (Jihočeský most s figurou, bronz, 1976, Kovářský most, cín, železo, 1986, Sv. Jan, cín, 1991, Jižní most, cement, 1996, Čínský most, bronz, polychromie, 2000). Mosty jsou zároveň pomníky životních dramat a osudových tragédií, které symbolizují marnost každého úsilí a slávy.
Podobnou symboliku mají sochy a reliéfní plakety s námětem bran (Divadelní vstup, 1991, Brána Dantesca, bronz, 1994, Lotova žena, plast, 1994).
Několik variant kolotočů z 90. let je osobitým komentářem k společenským přemetům doby a ukazuje poražené, expresivně modelované figury bezmocně unášené rotující plošinou (Velký kolotoč, 1994, Kolotoč, 1996–1997). Ze stejné doby pochází série plastik Garderoby (1996–1999), které jsou pojaty jako existenciální situace a vypadají, jako by ještě zčásti zachovaly objem zmizelých těl, která je oblékala. Hendrych je zobrazil s ironií, která je zároveň patetizující oslavou kritického vědomí.
Jan Hendrych je svým založením barokně dramatickým a citově orientovaným sochařem a jeho díla jsou v souladu s barokním obrazem světa součástí scény jakéhosi divadla vyprávějícího příběh. Jeho dominantním tématem je od 80. let ženský akt. Postavy vycházejí z tradice, představované sochami Pomon Mariniho nebo Maillola (Malá Pomona, 1992). Citlivou modelací monumentálního objemu a vyvážením proporcí ve vztahu k základně sochař vytváří ženský typ, kterému dává zcela současný výraz avšak neusiluje primárně o zprostředkování ženské krásy. U Studie dívky z roku 1980 má torzo modelovanou hlavu s klidným až vyzývavým výrazem v obličeji. Dívka s koulí (1980–1990) svou groteskností připomíná postavy Bohumila Zemánka. Sugestivní účinek Hendrychových soch spočívá ve spojení patetizujícího naturalismu některých postav s odlehčujícími a groteskními detaily, jako v případě sochy Piercing (1998).
Hendrych se zabývá řešením celkových proporcí a postoje figury a vědomě upouští od modelace částí, které nepovažuje za důležité – většinou rukou a tváře. Některé postupy spojované s expresivními tendencemi Nové figurace záměrně akcentuje - např. ponechává postavám stopy formy po odlití (Torzo s podprsenkou, 1982) a vyvolává dojem jakoby socha v životní velikosti byla sestavena z jednotlivých částí (Studie aktu bez rukou, 2006–2007) nebo ji obléká do ledabyle spíchnutých dílů oděvu (Anděl v teplém prádle, 2007). Ještě brutálnější je vyznačení švů a perforací, které souvisí s použitím molitanu při modelaci. Nahá figura navozuje mrazivý pocit že tělo bylo sešito po pitvě nebo předchozím rozebrání na součásti (Pozdní odpoledne, 2008). Odpočívající zápasník (2006–2007) vytvořený podobnou technikou pak spíše připomíná figurínu pro výcvik vojáků.
Při ztvárňování literárního námětu se Hendrych vrací k abstrakci a soustřeďuje se na reliéfní modelaci povrchu (Kafkovy povídky I–IV, 1998) Také u některých figur je struktura povrchu, např. otisk vlnité lepenky (Kalhoty, 1978–1991) nebo perforace v podobě rastru (Figura s rastrem, 1960) dominujícím výtvarným prvkem. Obrysové sochy určené pro frontální pohled jsou v jeho tvorbě spíše výjimkou (Hlavy klaunů, beton, 1984-1992), stejně jako sochy skládané z plošných prvků a prázdným vnitřním prostorem (Bysta se třemi kravatami, 1978–1999).
V roce 2023 byla u nové lávky přes Vltavu z Holešovic do Karlína v Praze instalována jeho figurální socha ženy. Je umístěna na soklu o výšce 1,5 metru a je vyrobena z patinovaného vysokopevnostního betonu, tedy ze stejného materiálu, jako je lávka.
Figury v sádře jsou většinou polychromovány do neutrálních tónů připomínajících hlínu. Barevná polychromie je užita u nefigurálních námětů (Dům v zahradě, 2003–2004) nebo ke zvýšení expresivního účinku (Most Šašek, 1975, Dáma husa, 2005).

#### Sochy

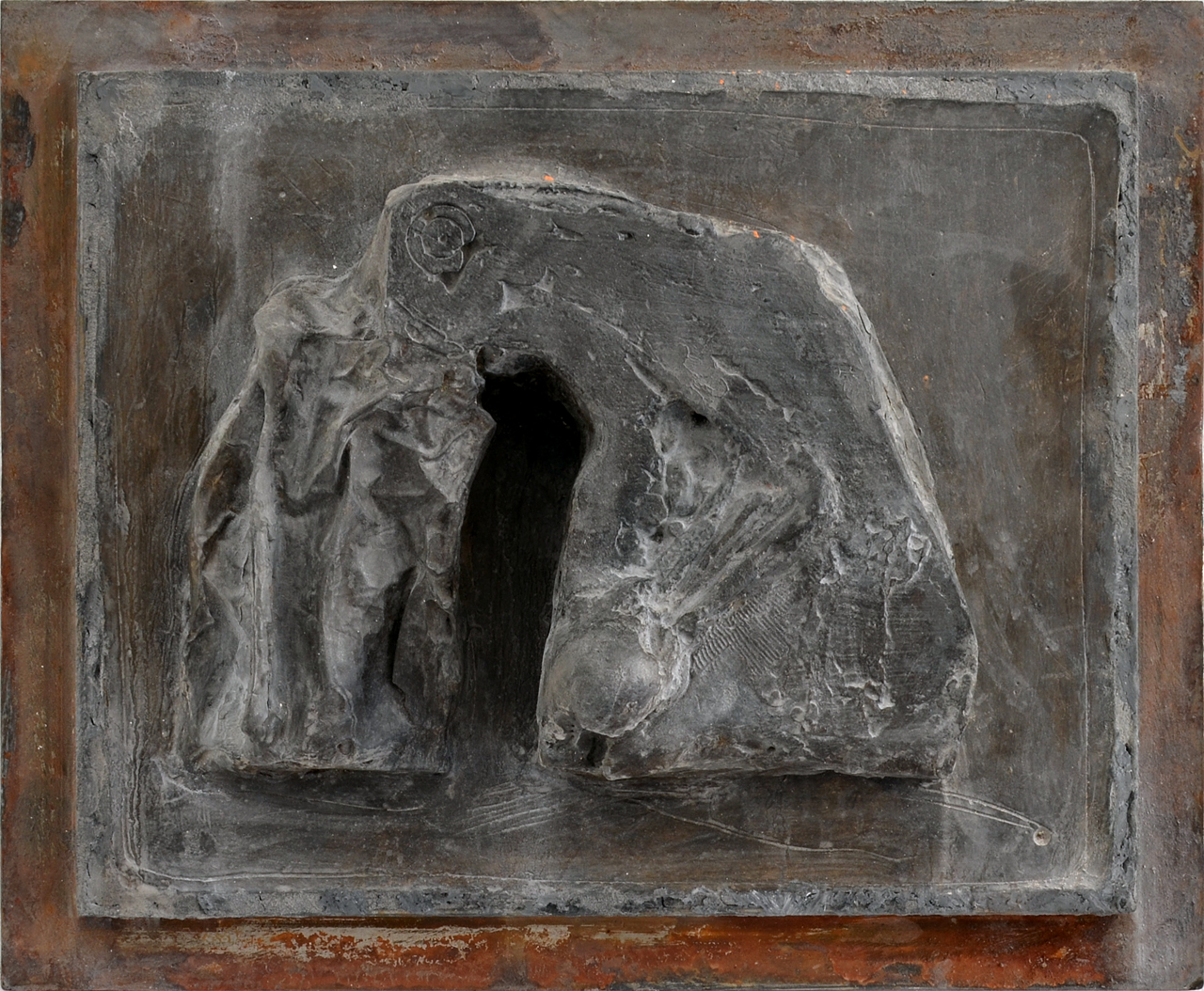
Klečící, patinovaná sádra (1963)
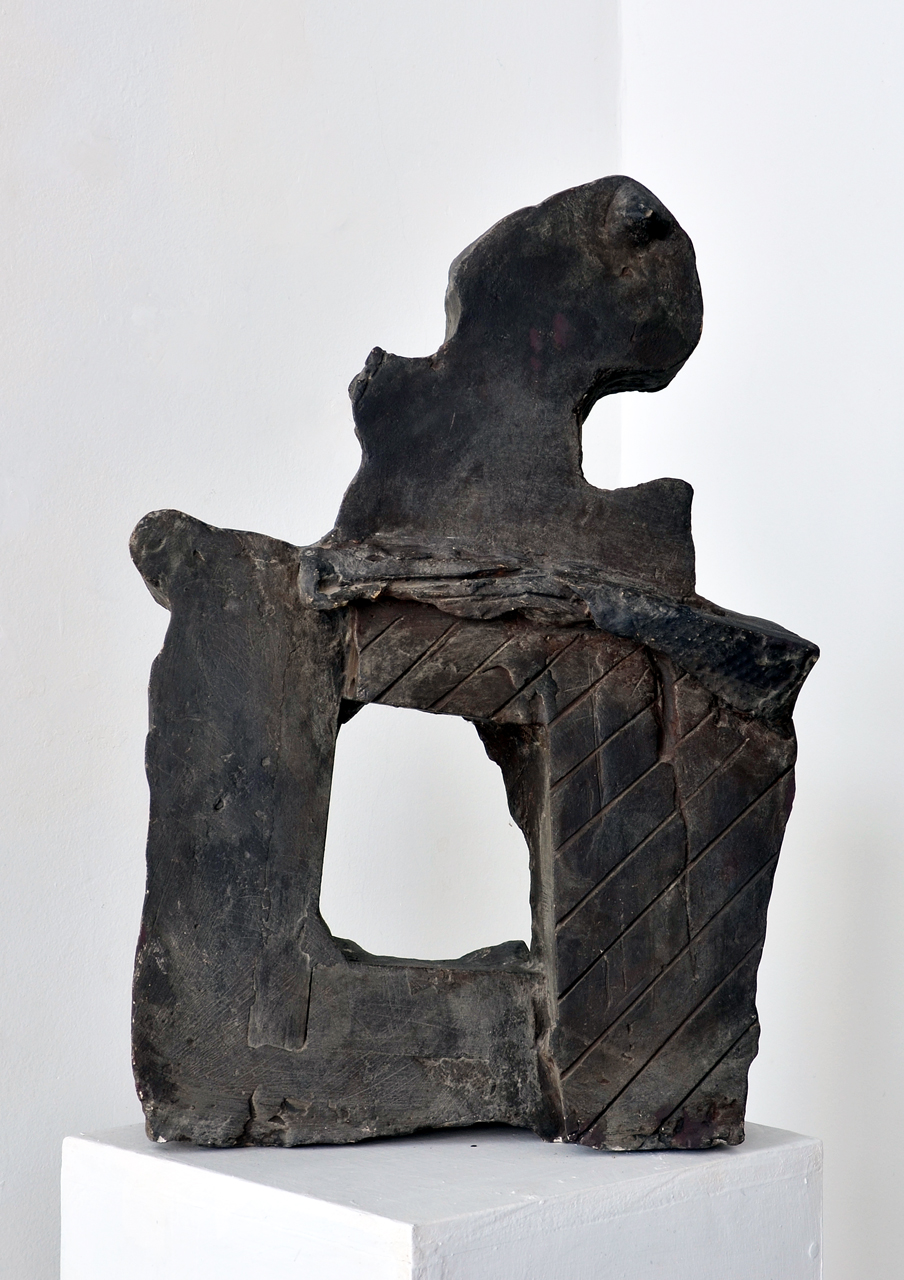
Sedící (1971), Národní galerie v Praze
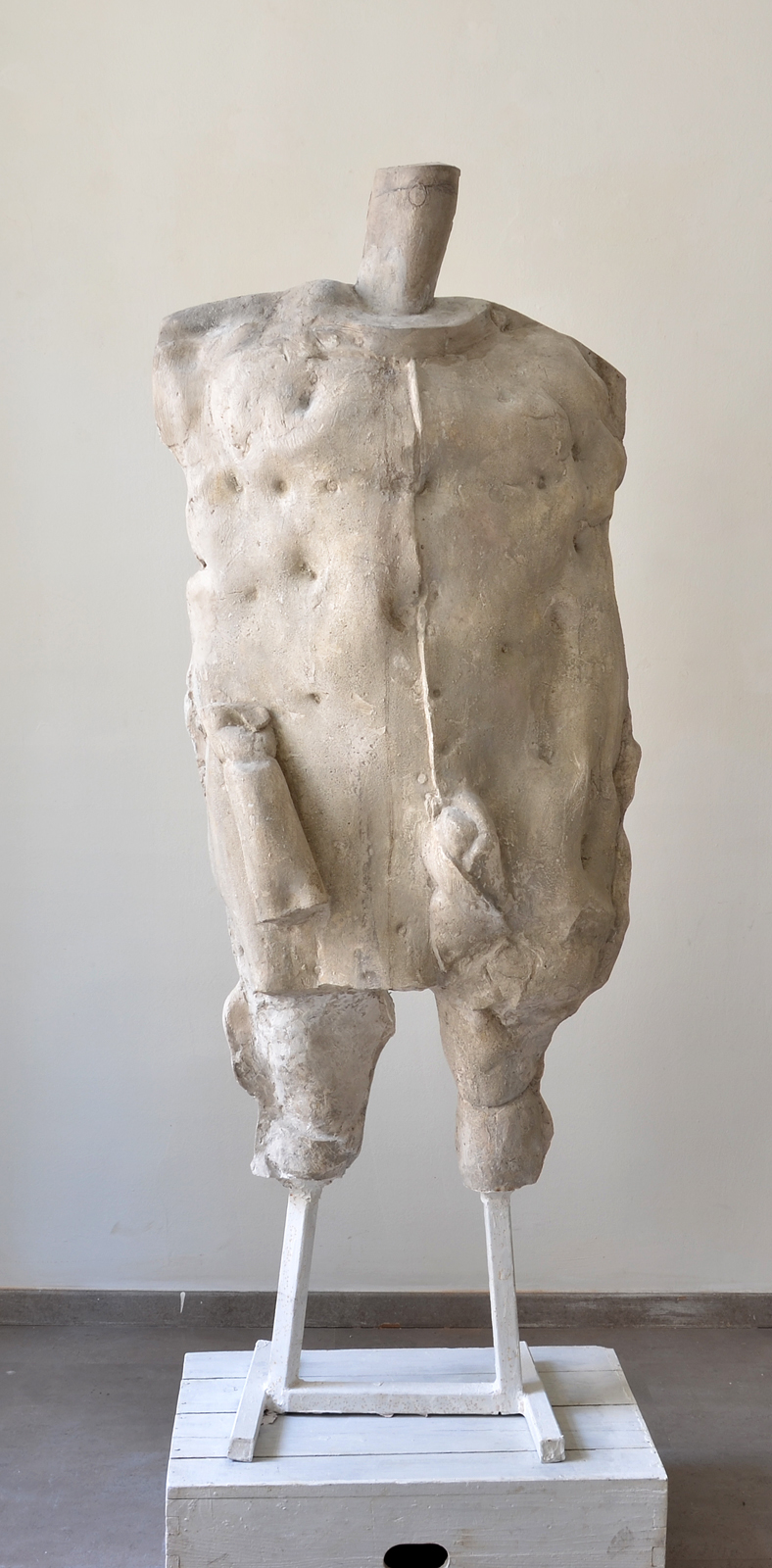
Ptačí žena (1985)
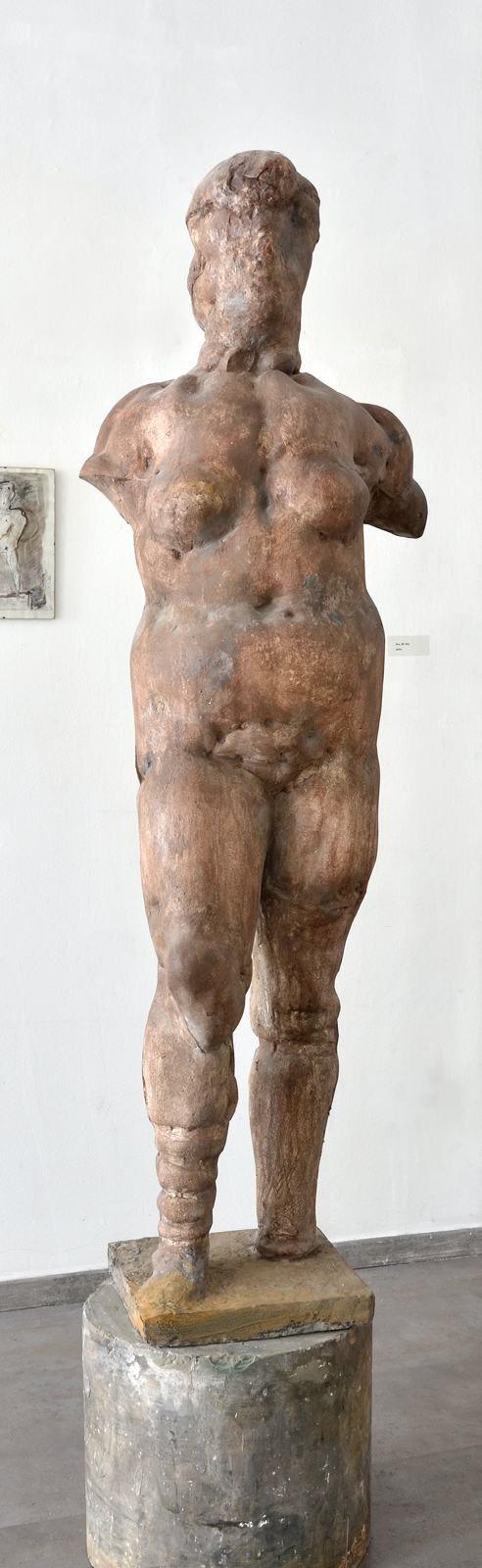
Noc (80. léta)
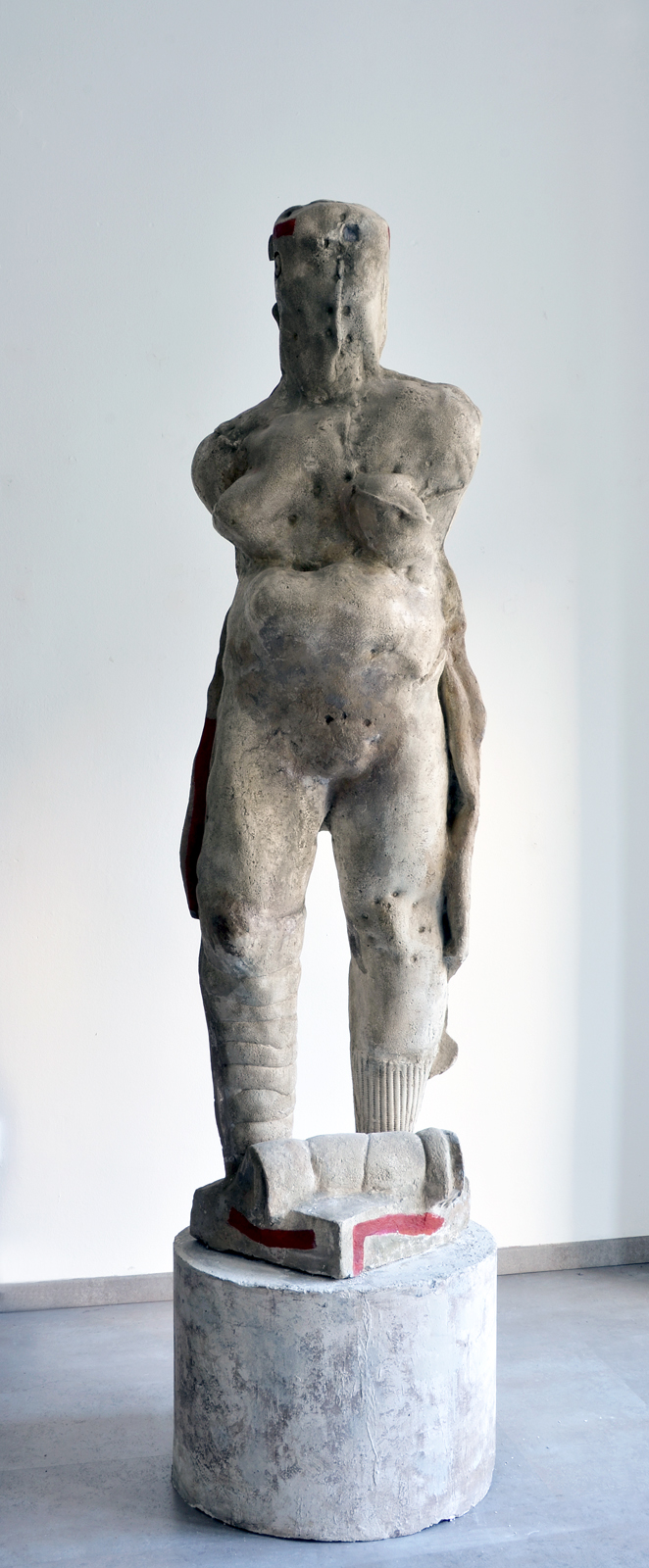
Manýristická figura (2004)
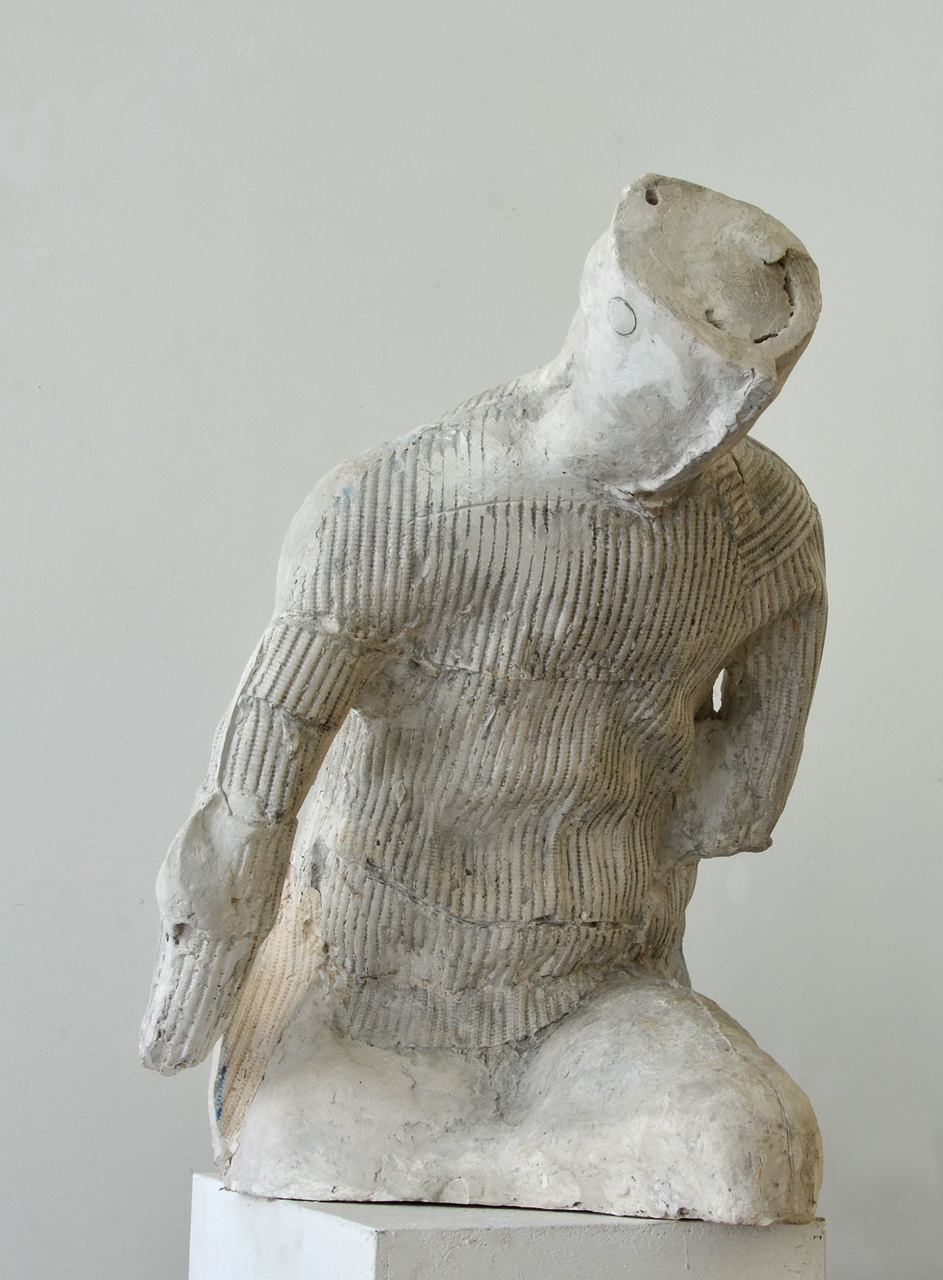
Atlant I (2005)
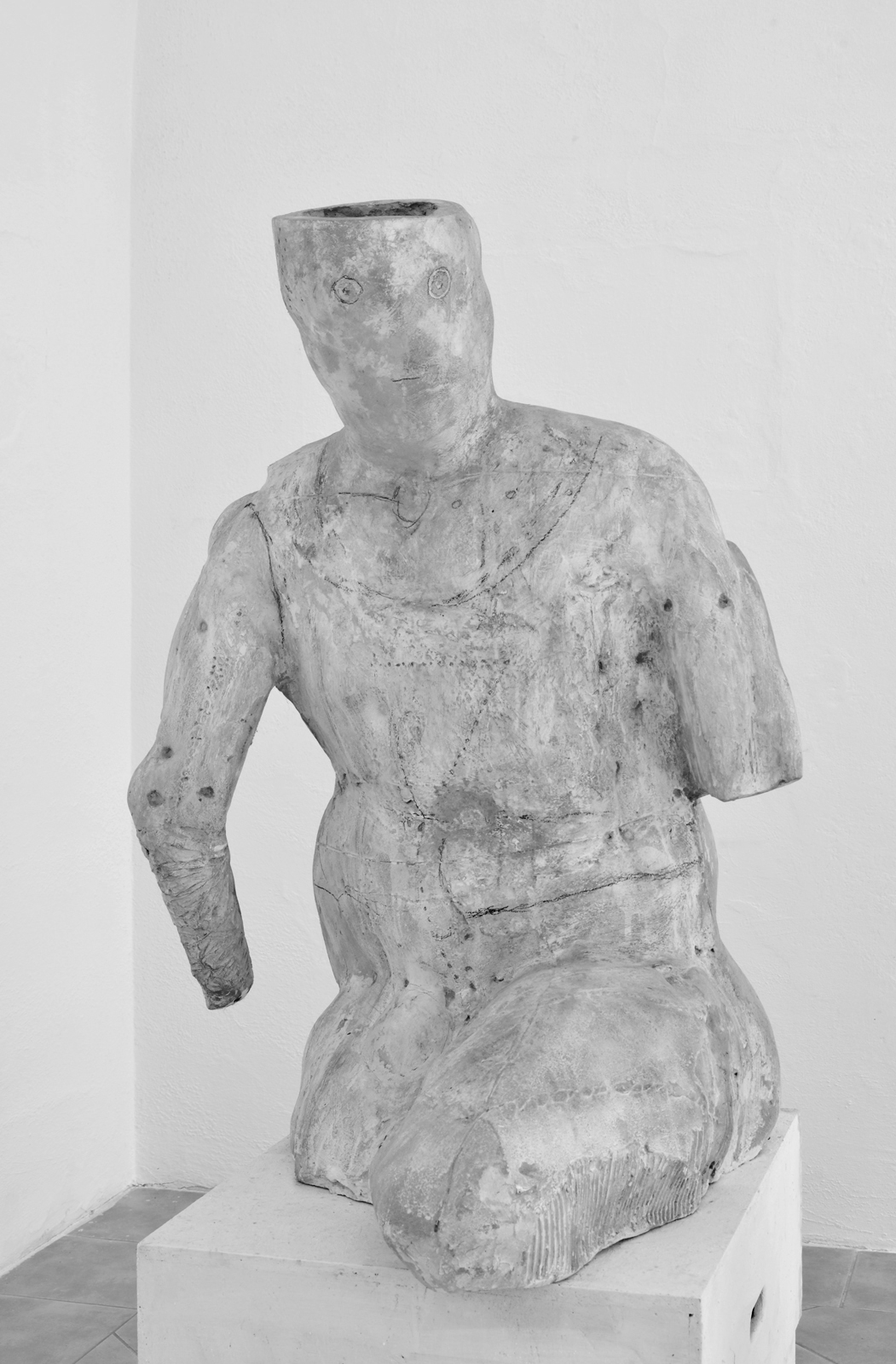
Atlant II (2005)
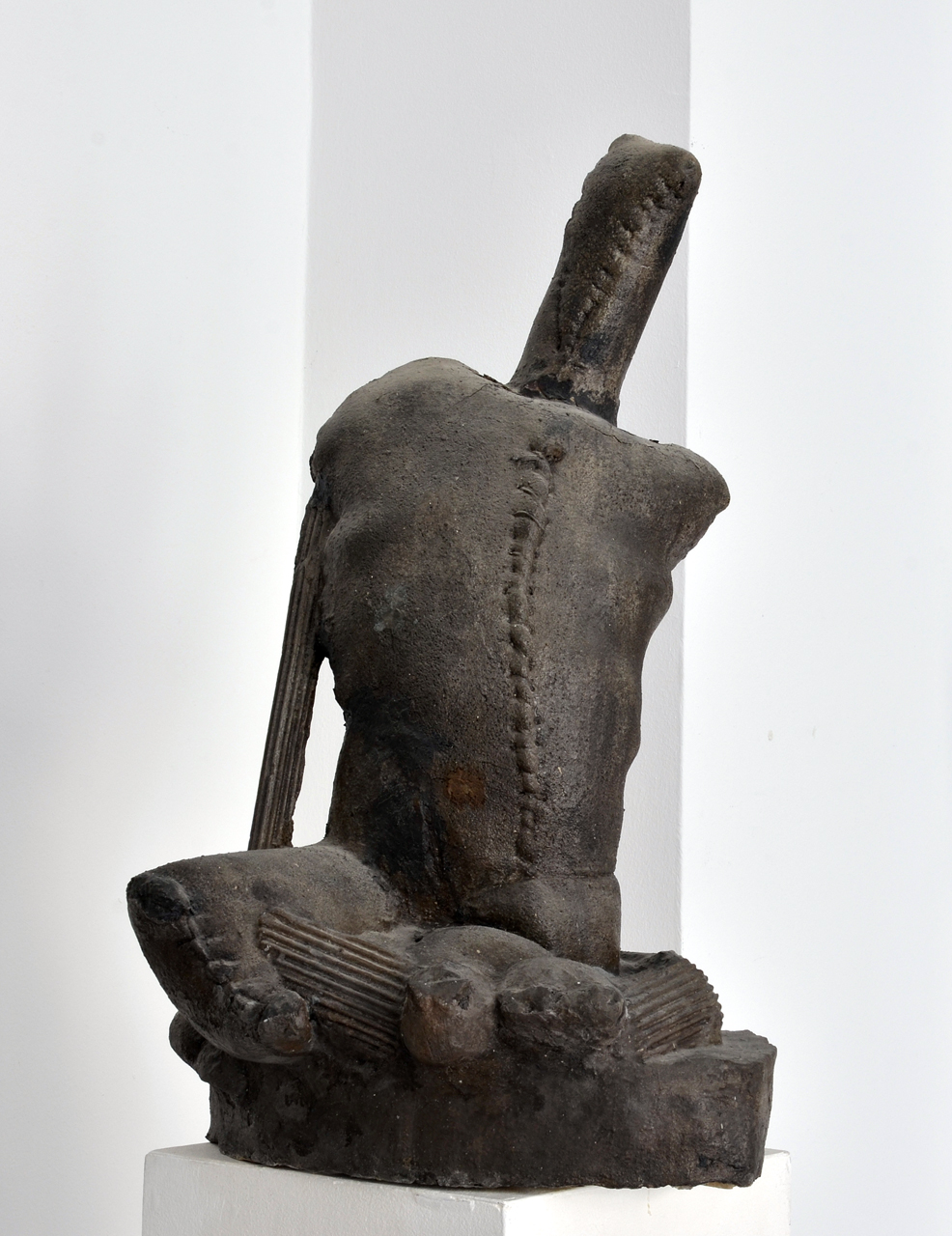
Odpočívající zápasník (2006–2007)
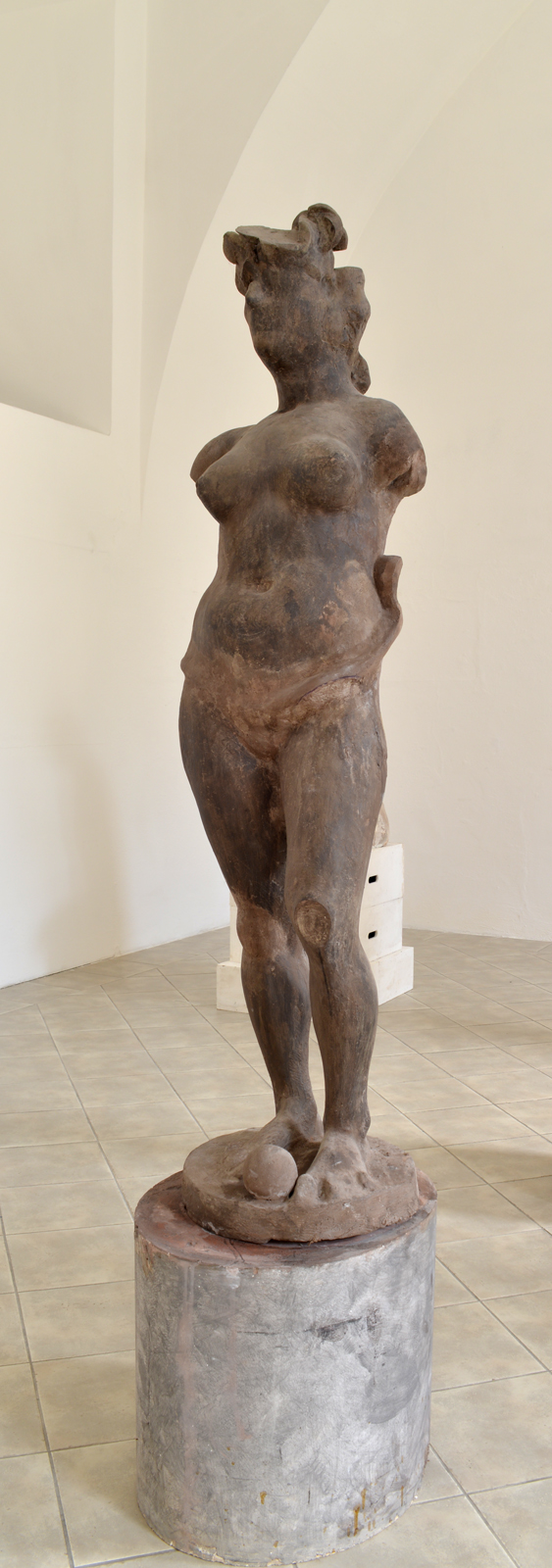
Reminiscence na barokní figuru (2007–2008)
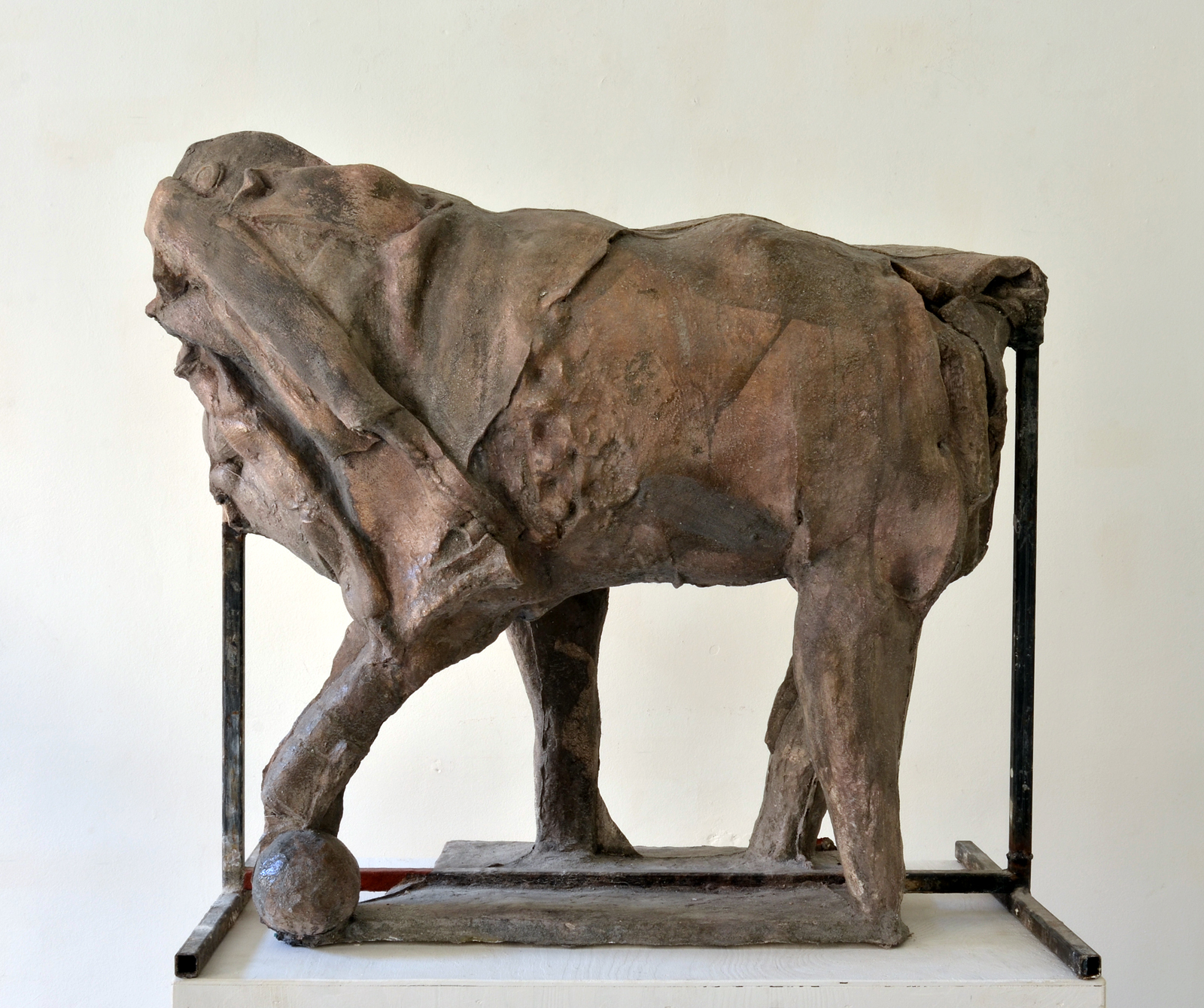
Kerberos (2015)

### Kresby a grafika
Jan Hendrych vytvořil rozsáhlý soubor přípravných kreseb a grafických listů (suchá jehla, lept) jako studie k sochám. Kresby jsou spontánní, suverénní a experimentují s hmotou a prostorem v omezeném dvourozměrném formátu. Jen zlomek zaznamenaných nápadů může být realizován v materiálu. Řada kreseb se sochařskou tvorbou přímo nesouvisí a tvoří svébytnou součást Hendrychova malířského díla. (Sonáta, kvaš, 1986, Pejskař, 2000).

#### Kresby ze skicáku (2014-2015)

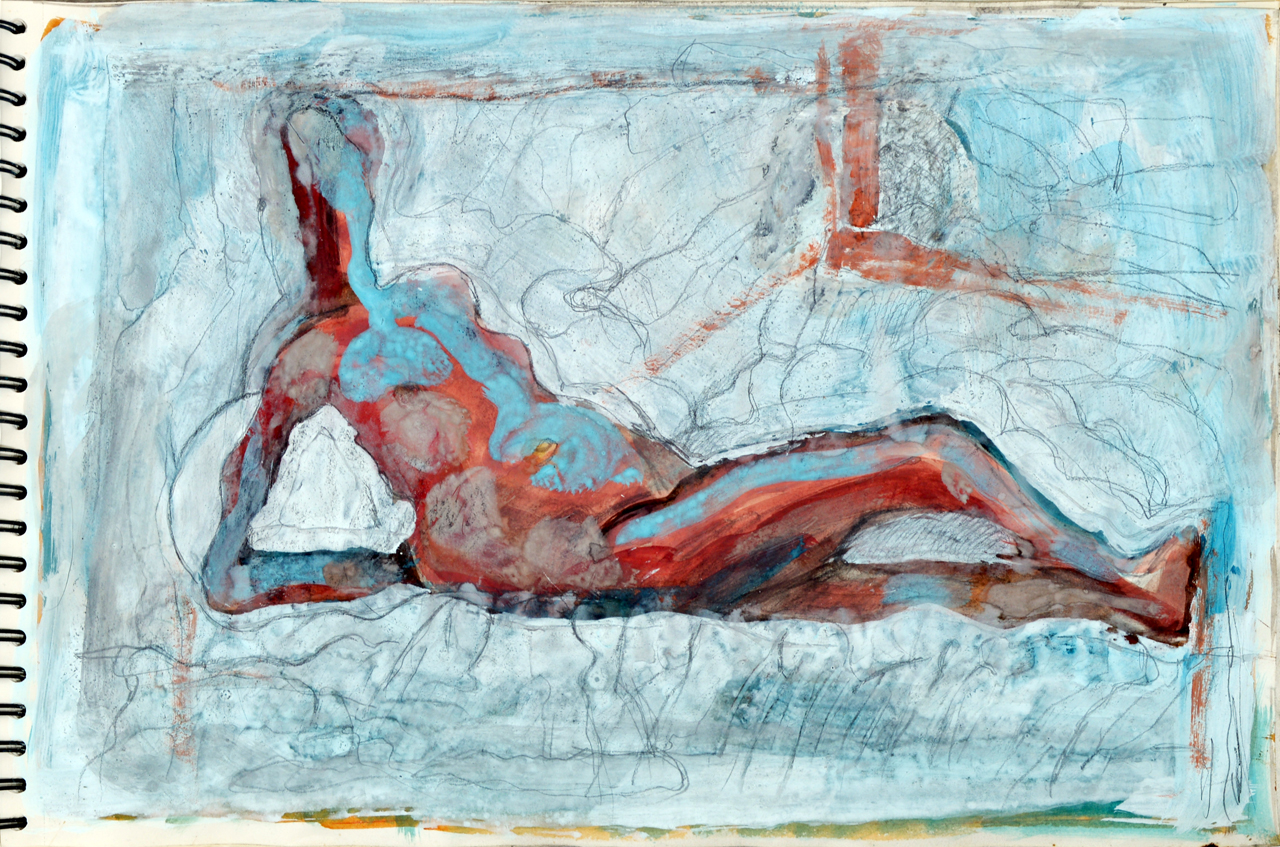
Ležící
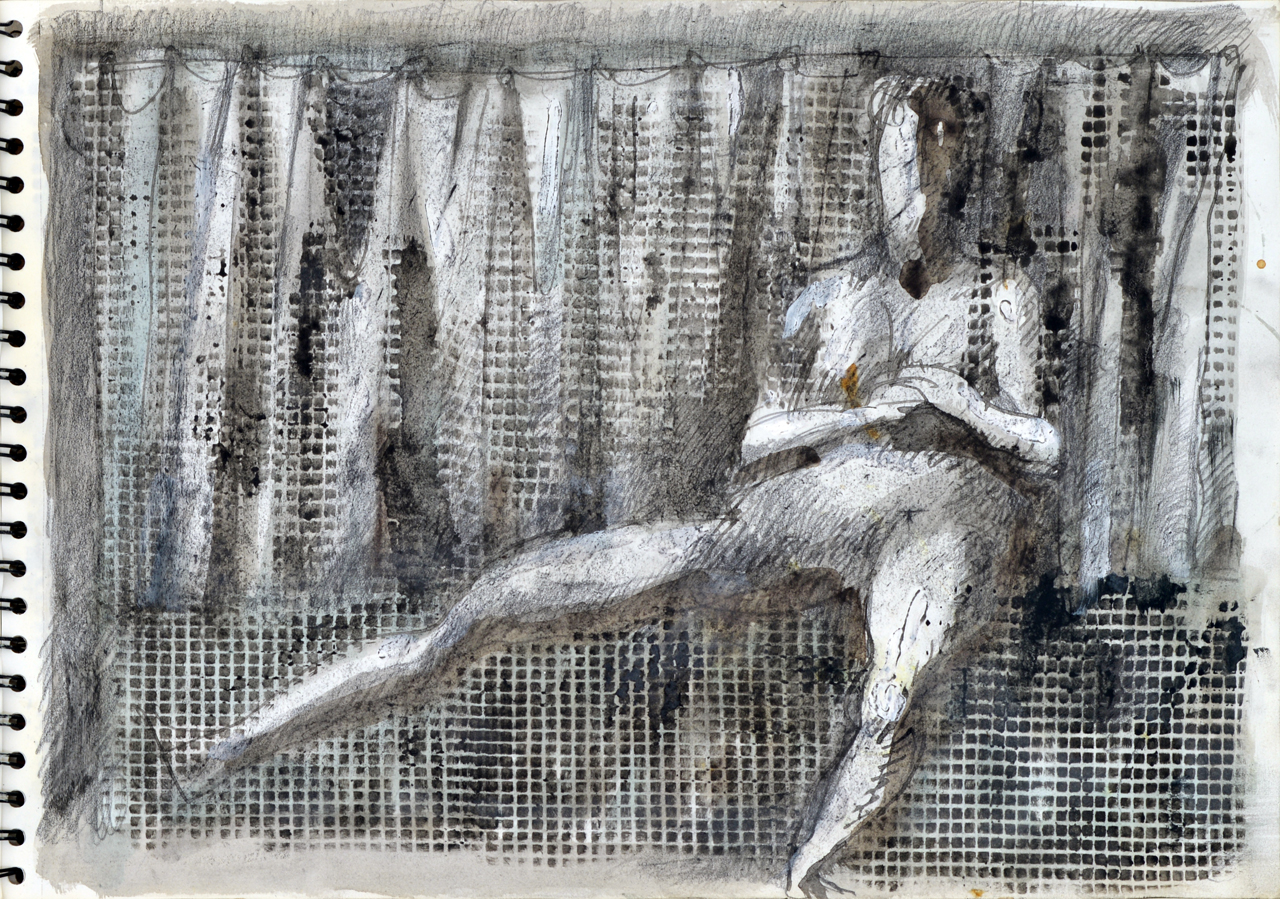
V sauně
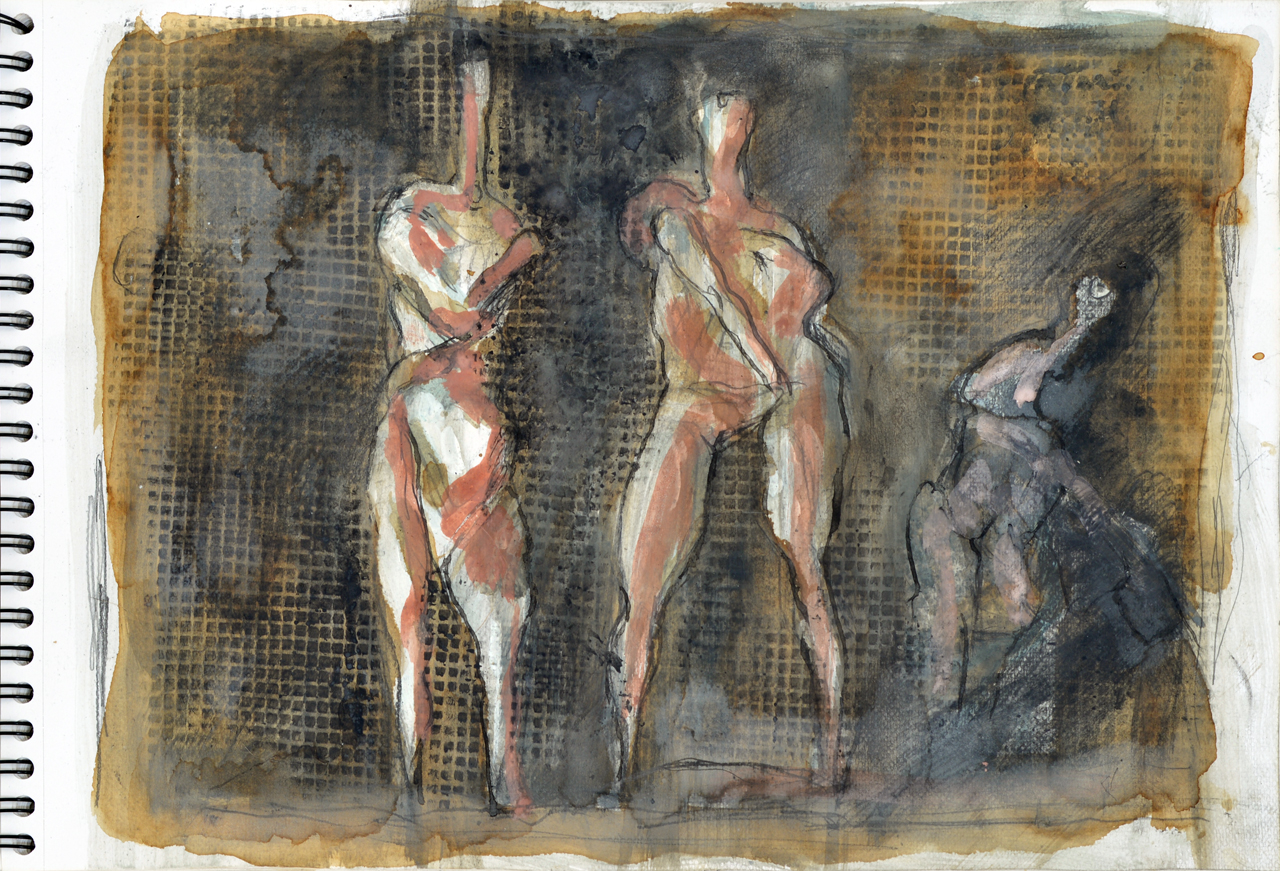
Divadlo
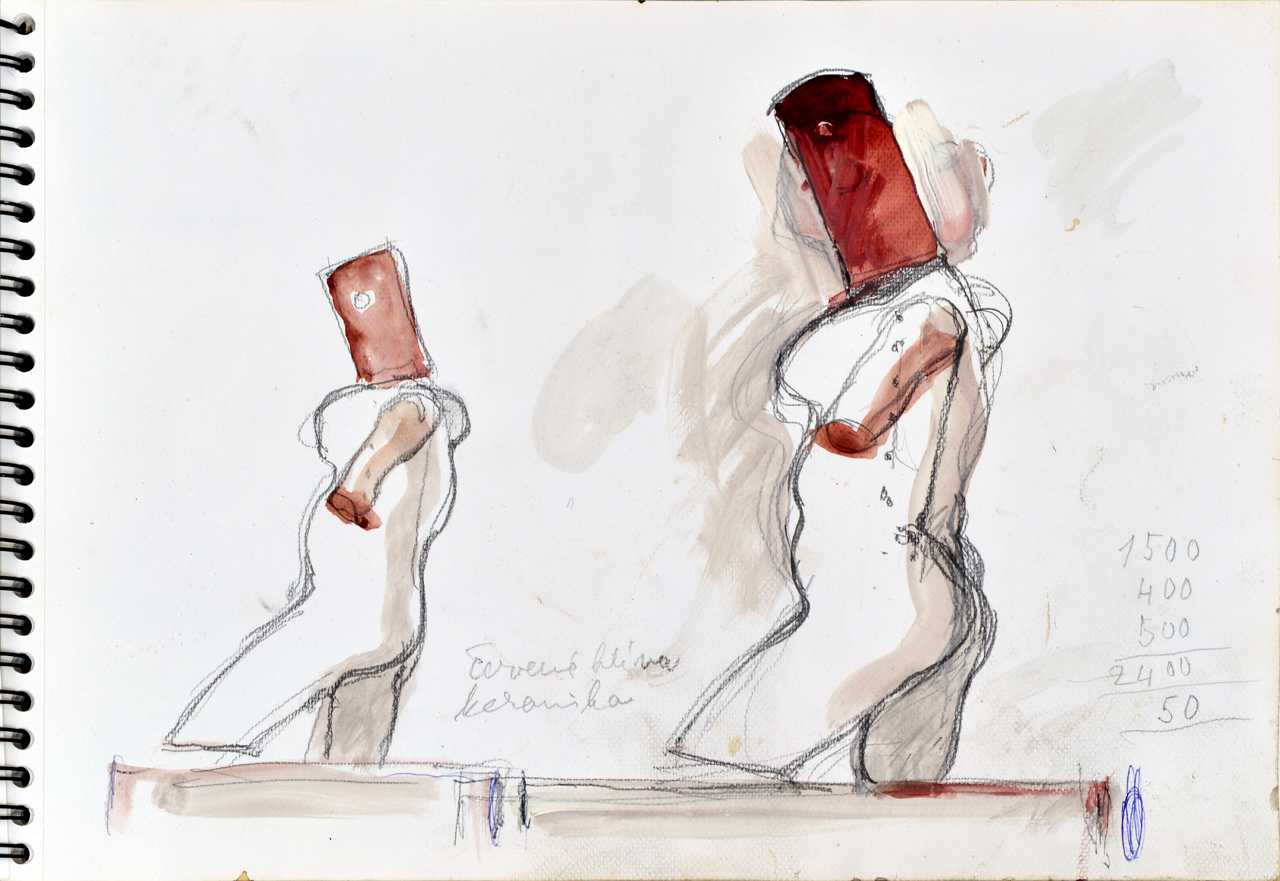
Náčrt k sochám
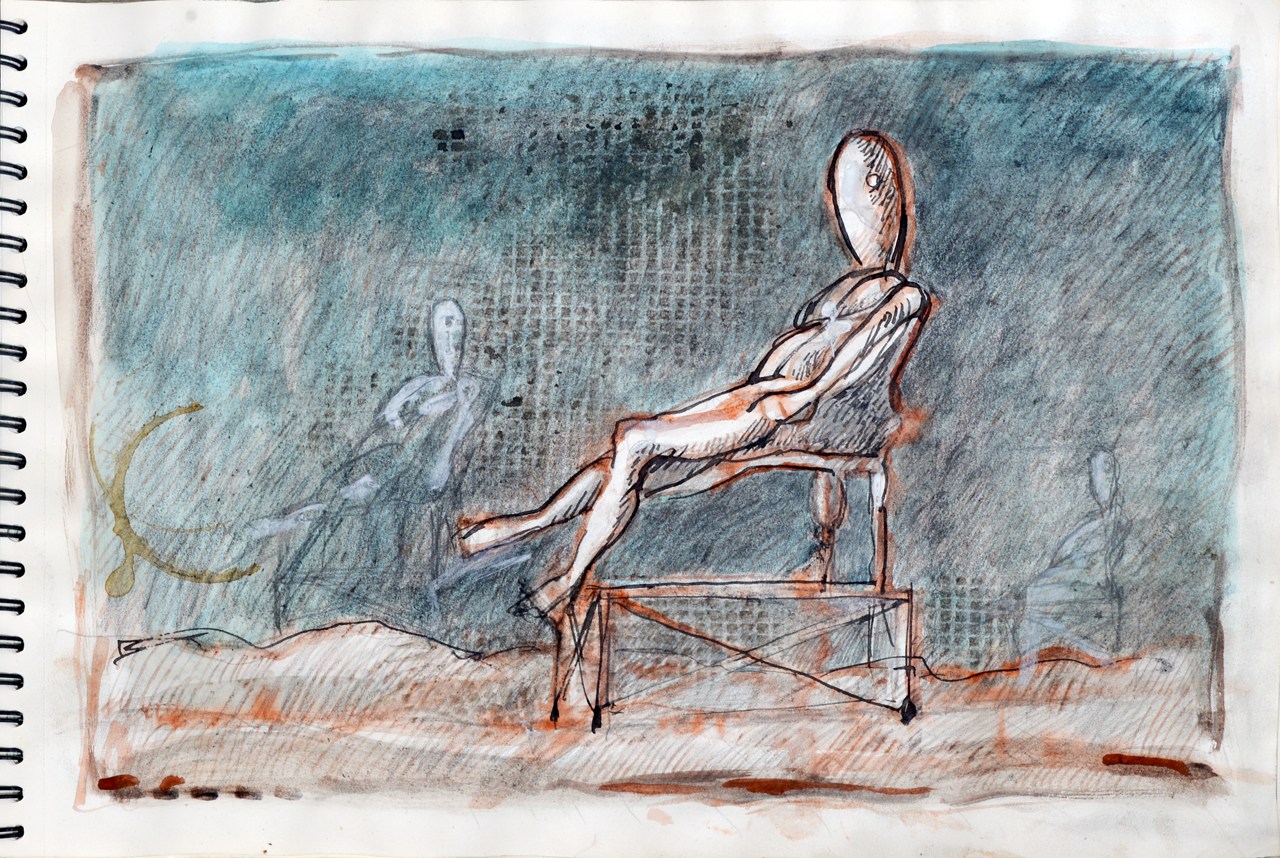
Na Měsíci
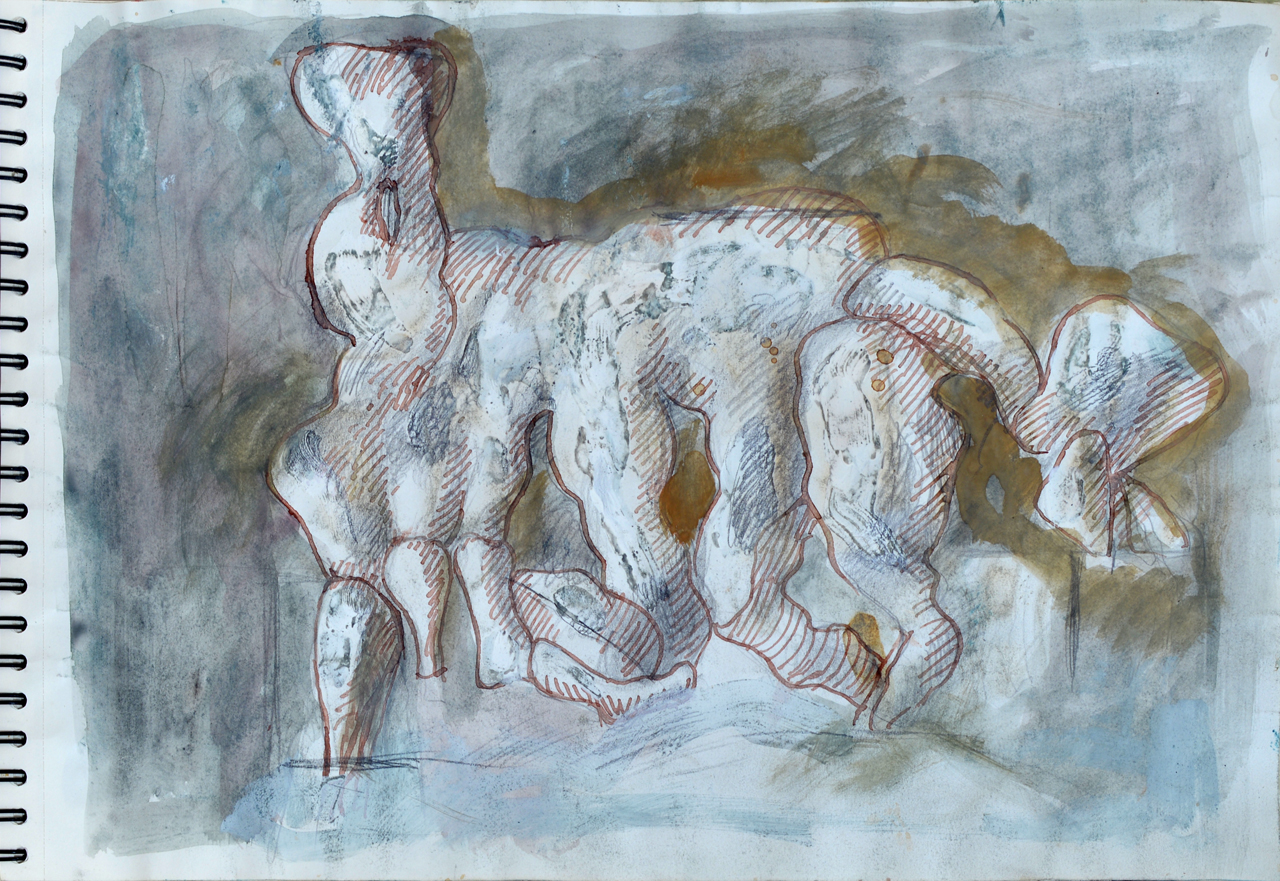
Bez názvu
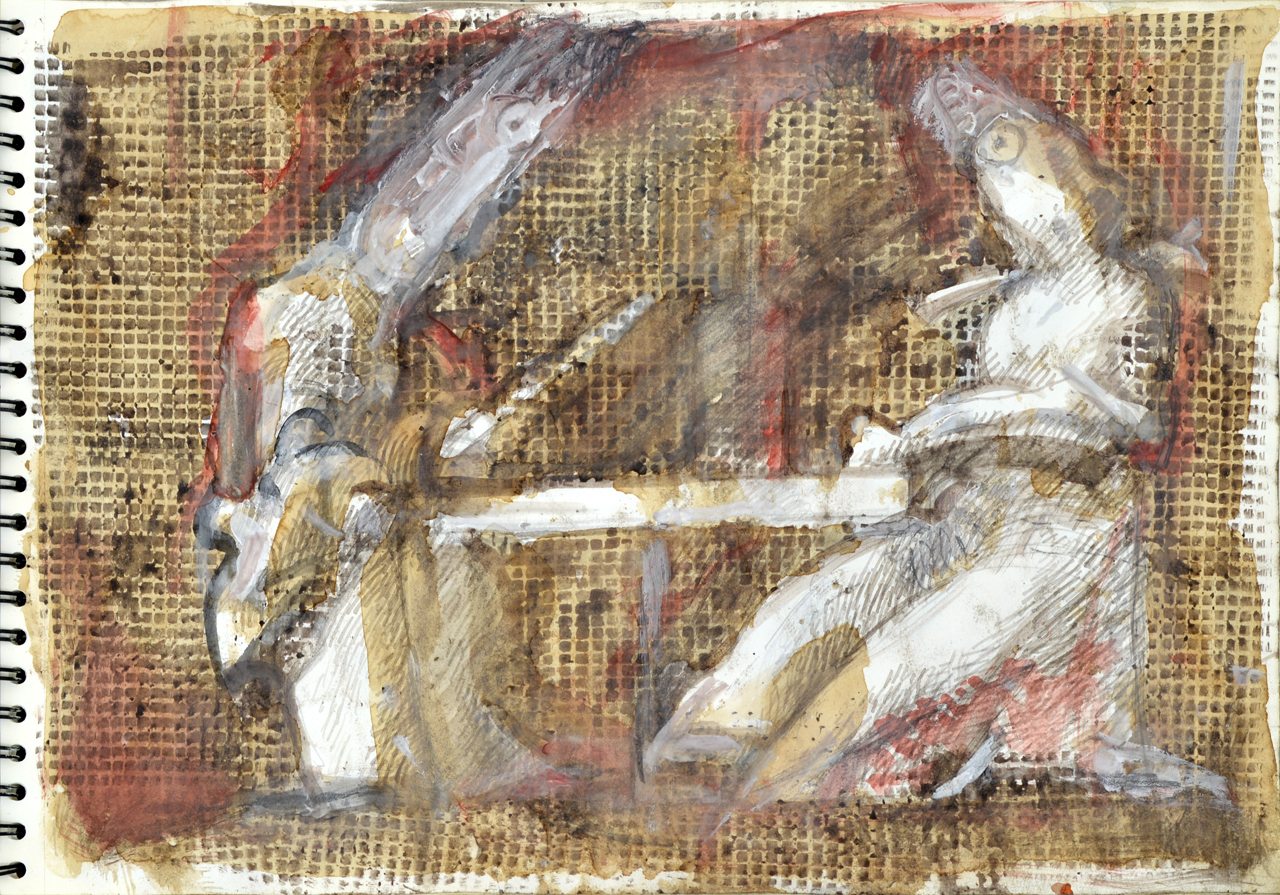
U stolu
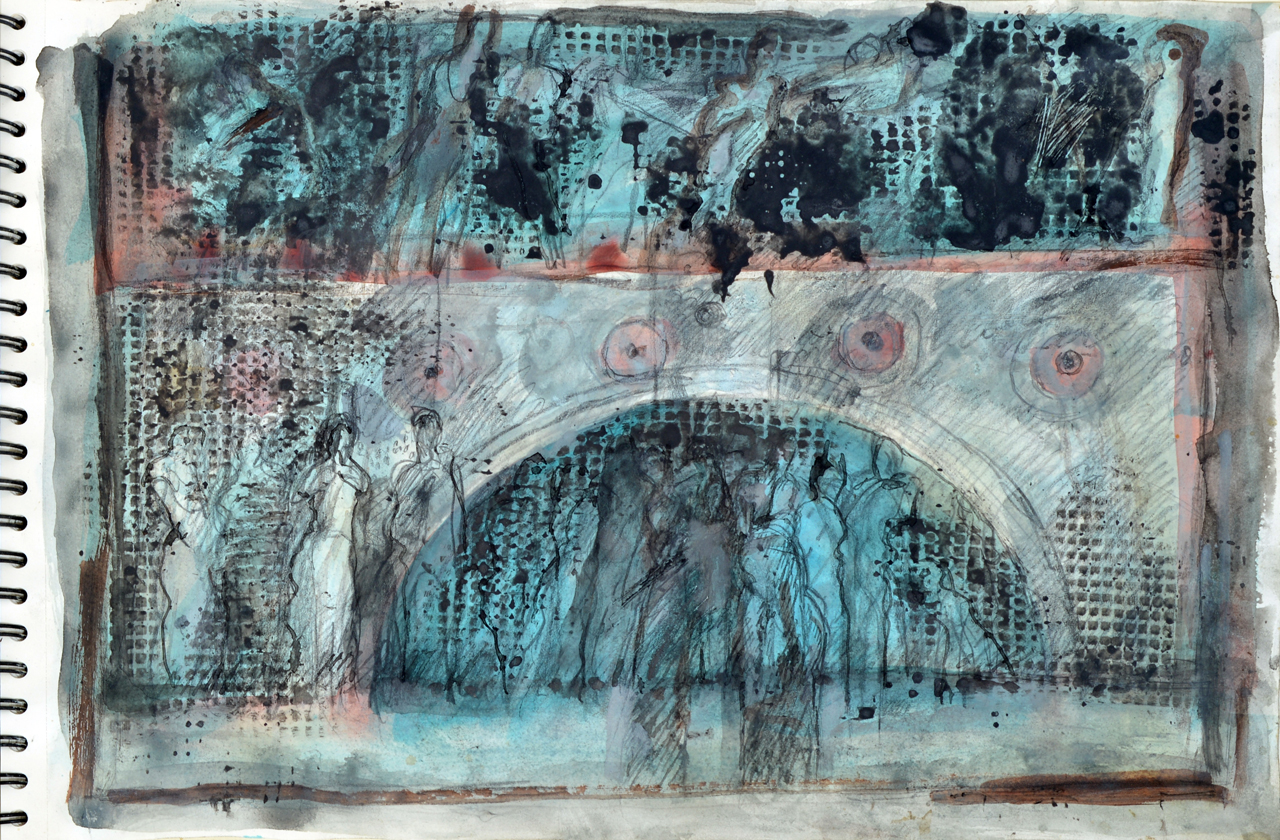
Most v Carraře
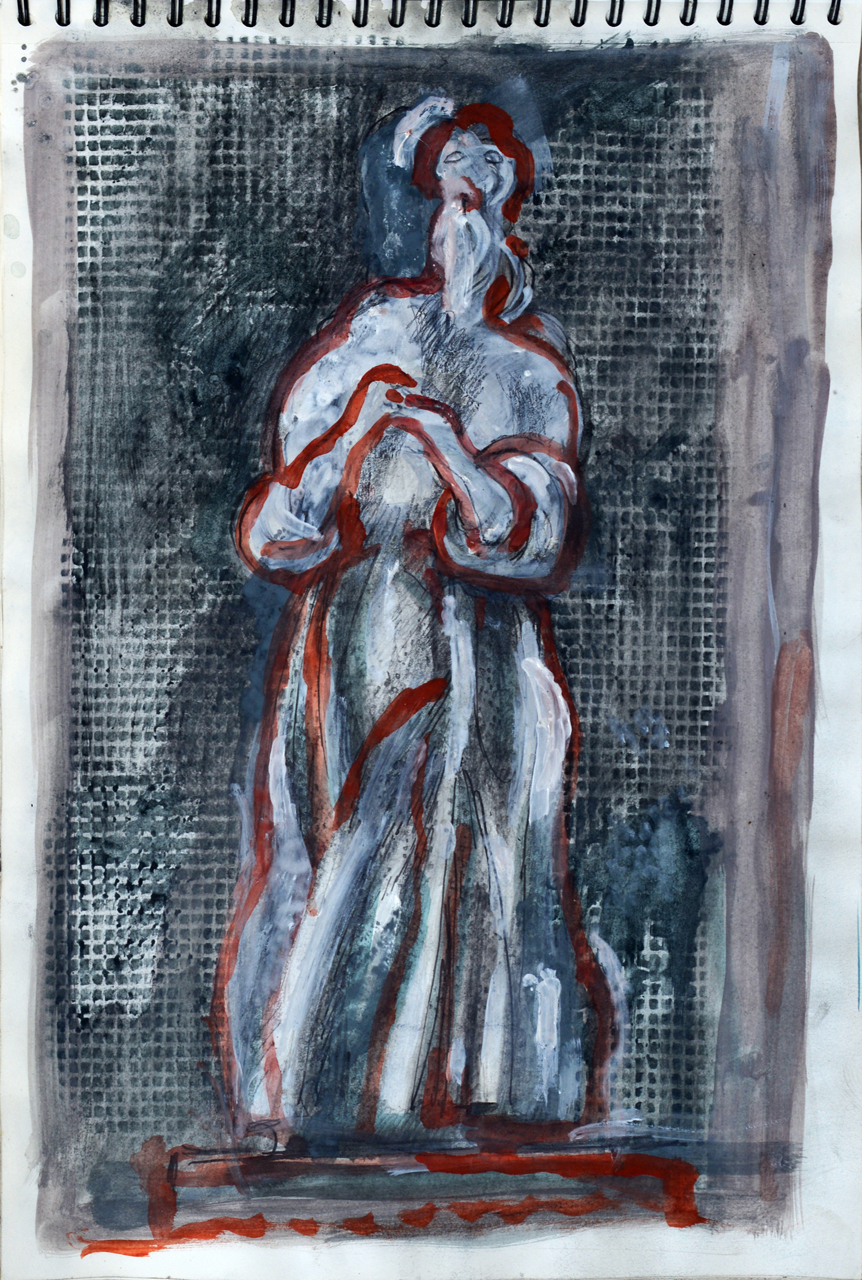
Světec
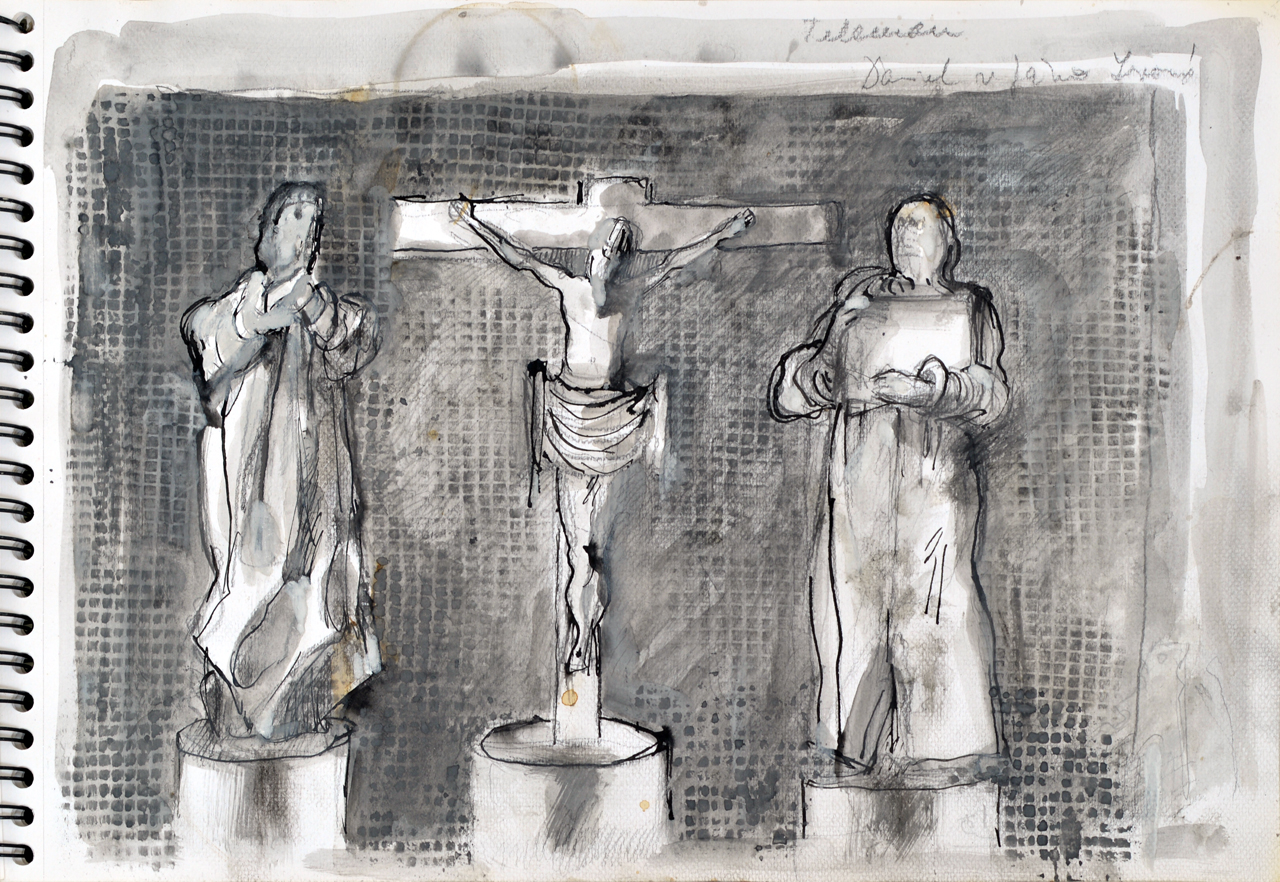
Kalvárie

### Zastoupení ve sbírkách
- Národní galerie v Praze
- ČMVU, Galerie Středočeského kraje v Kutné Hoře
- Galerie moderního umění v Hradci Králové
- Galerie moderního umění v Roudnici nad Labem
- Severočeská galerie výtvarného umění v Litoměřicích
- Galerie výtvarného umění, Cheb
- Východočeská galerie v Pardubicích
- Galerie výtvarného umění Jičín
- Horácká galerie výtvarného umění, Nové Město na Moravě
- Krajská galerie výtvarného umění ve Zlíně
- Muzeum umění Olomouc
- Galerie Ztichlá klika, Praha
- Okresní vlastivědné muzeum, Jindřichův Hradec
- Orlická galerie, Rychnov nad Kněžnou
- Východoslovenská galéria, Košice
- Galerie Zlatá husa, Praha
- sbírka pařížské mincovny, Paříž

### Výstavy

#### Autorské (výběr)
- 1966 Jan Hendrych, Galerie mladých, Mánes, Praha
- 1967 Jan Hendrych: Plastiky, Galerie umění, Ostrov (Karlovy Vary)
- 1988 Jan Hendrych: Plastiky, Staroměstská radnice, Křížová chodba, Praha
- 1994 Jan Hendrych, Galerie Gong, Pardubice[14]
- 1997 Jan Hendrych: Mosty a brány, Galerie Ztichlá klika, Praha
- 1999 Jan Hendrych: Plastiky, Galerie Nový Svět, Praha
- 1999 Jan Hendrych: Plastiky, Výstavní síň Synagoga, Hranice
- 2001 Jan Hendrych, Galerie Ztichlá klika, Praha
- 2001-2 Jan Hendrych: Šedesátá léta, Galerie Ztichlá klika, Praha
- 2002 Jan Hendrych: Plastiky a kresby, Galerie Magna, Ostrava
- 2005 Jan Hendrych: Sochy, kresby, grafika, České muzeum výtvarných umění, Praha
- 2005 Jan Hendrych: Sochy, kresby, grafika, Wortnerův dům Alšovy jihočeské galerie, České Budějovice
- 2005 Jan Hendrych: Sochy, kresby, grafika, Oblastní galerie Vysočiny v Jihlavě
- 2009 Jan Hendrych, Galerie Benedikta Rejta, Louny
- 2011/12 Jan Hendrych: Pekelných 75, Galerie Litera, Praha
- 2012 Jan Hendrych, Oblastní galerie Vysočiny v Jihlavě
- 2016 Jan Hendrych / Rastislav Jacko / Učitel a žák II, Galerie moderního umění v Roudnici nad Labem
- 2017 Jan Hendrych, Topičův salon a klub, Praha
- 2018 Jan Hendrych: Kresby a sochy, Galerie Jiřího Jílka, Šumperk
- 2019 Jan Hendrych: Kresby, Galerie Ztichlá klika, Praha
- 2020 Jan Hendrych, Galerie MY - Dům J. a J.V. Scheybalových, Jablonec nad Nisou
- 2022 Jan Hendrych: 85, Galerie Klatovy / Klenová

#### Kolektivní
Viz abART: Jan Hendrych - kolektivní výstavy

#### Dokumentace výstav

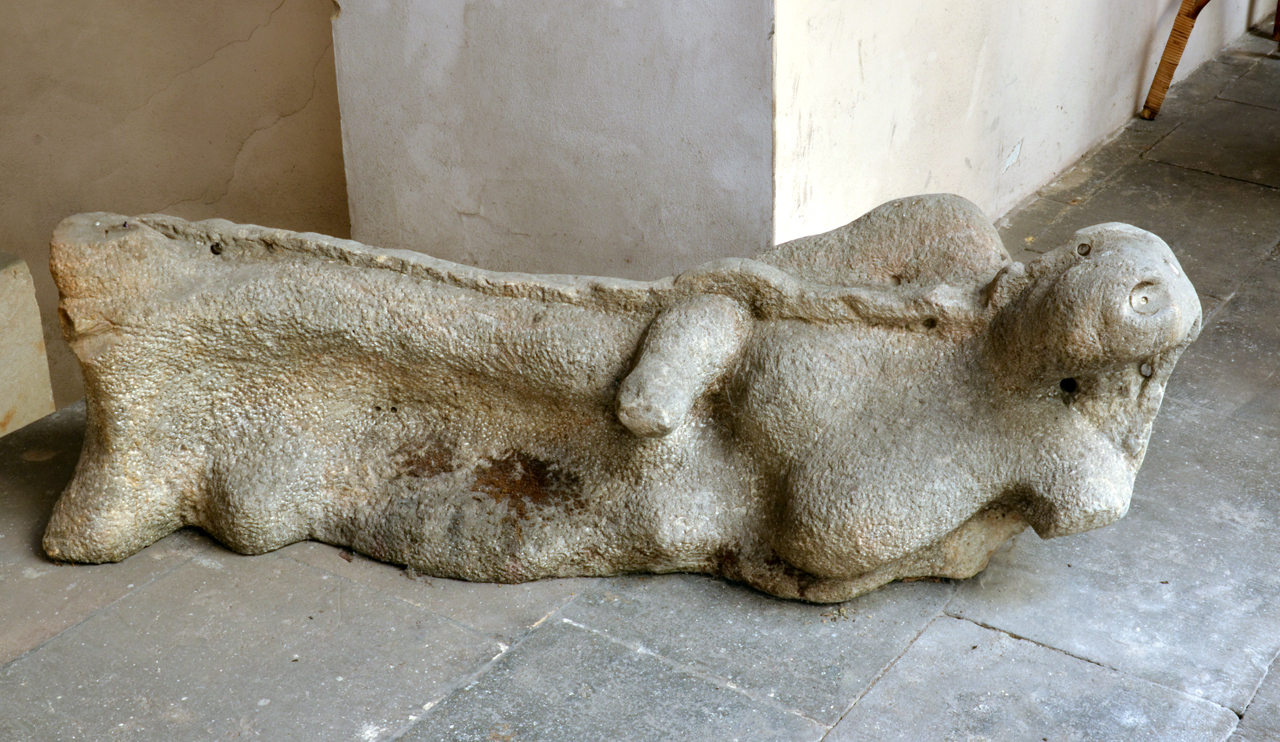
Ležící (malá), pískovec, SGVU Litoměřice
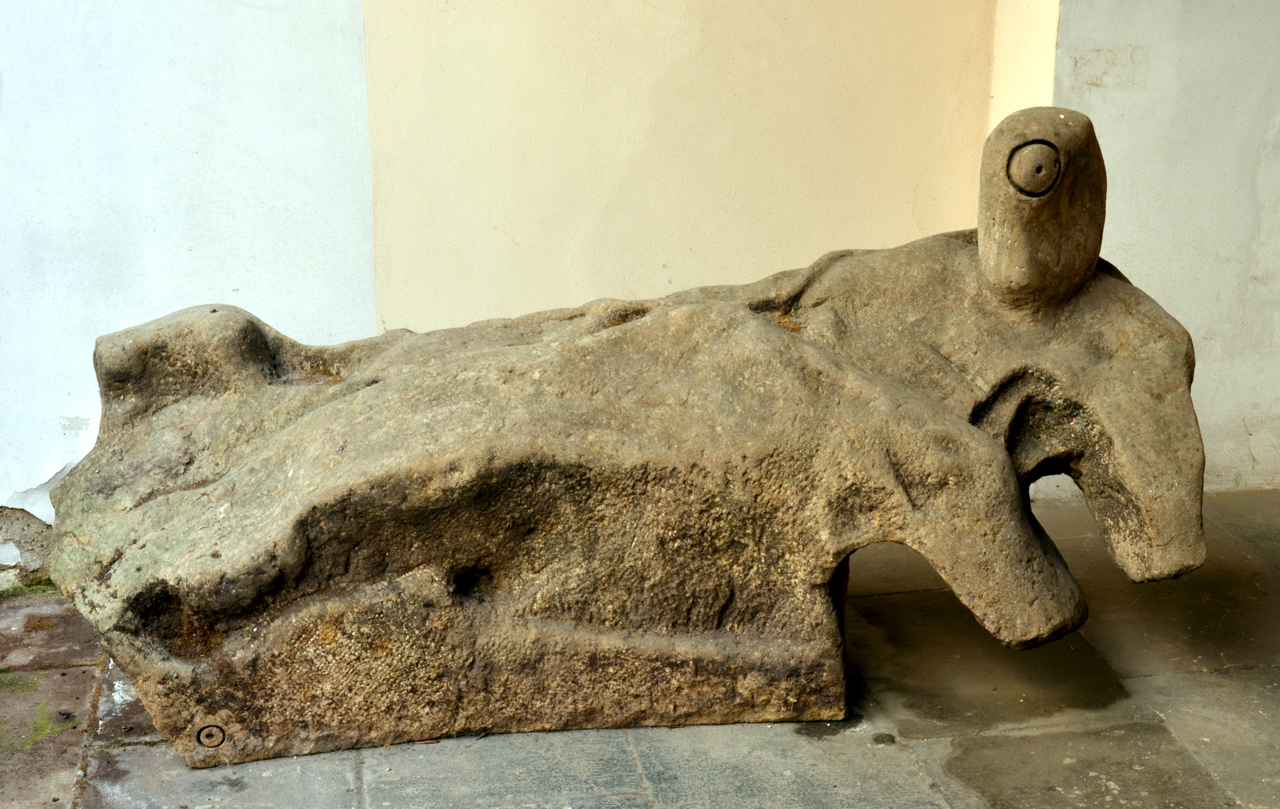
Ležící, pískovec, SGVU Litoměřice
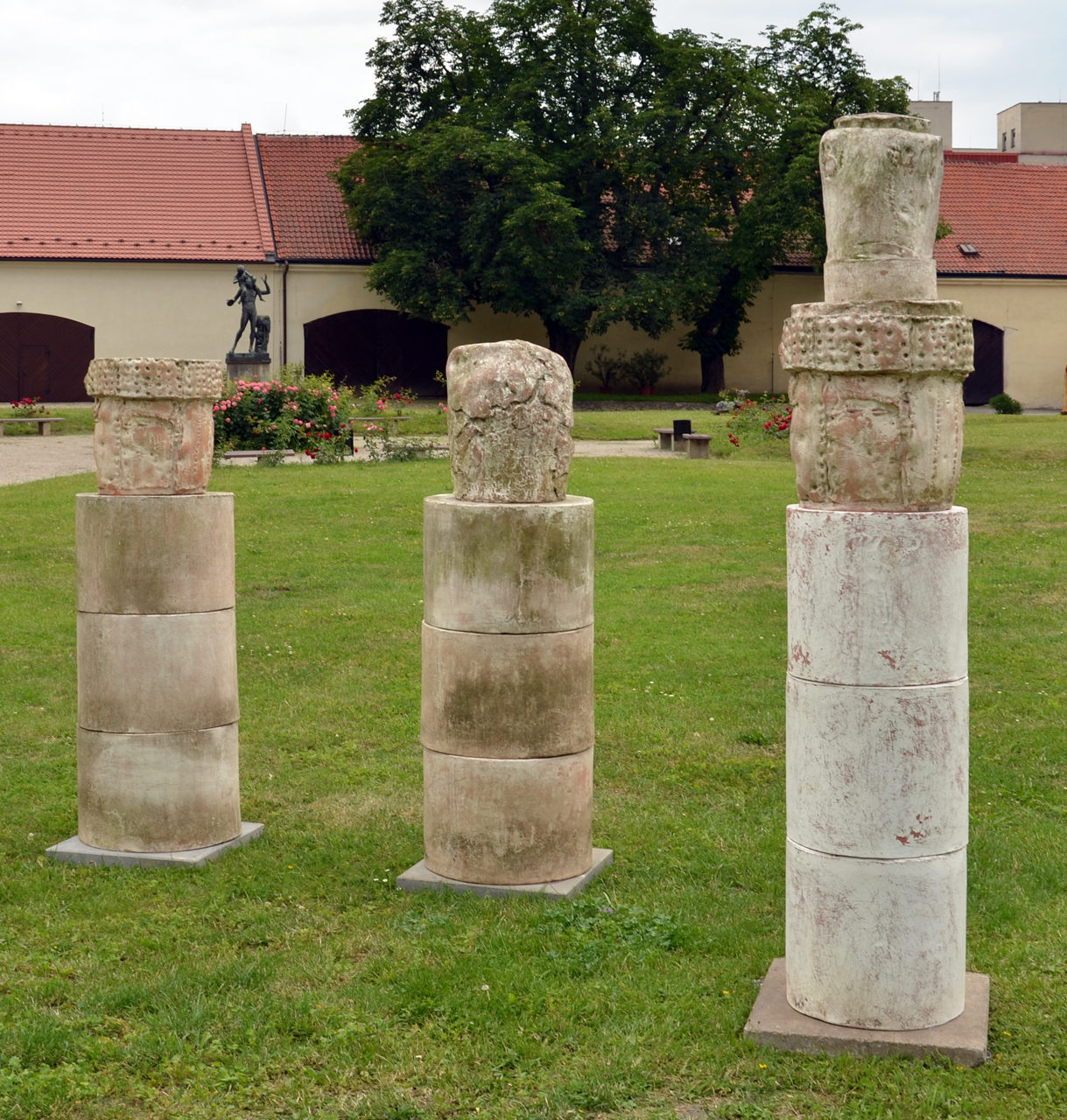
Sloupy s hlavami, LKP Roztoky 2015
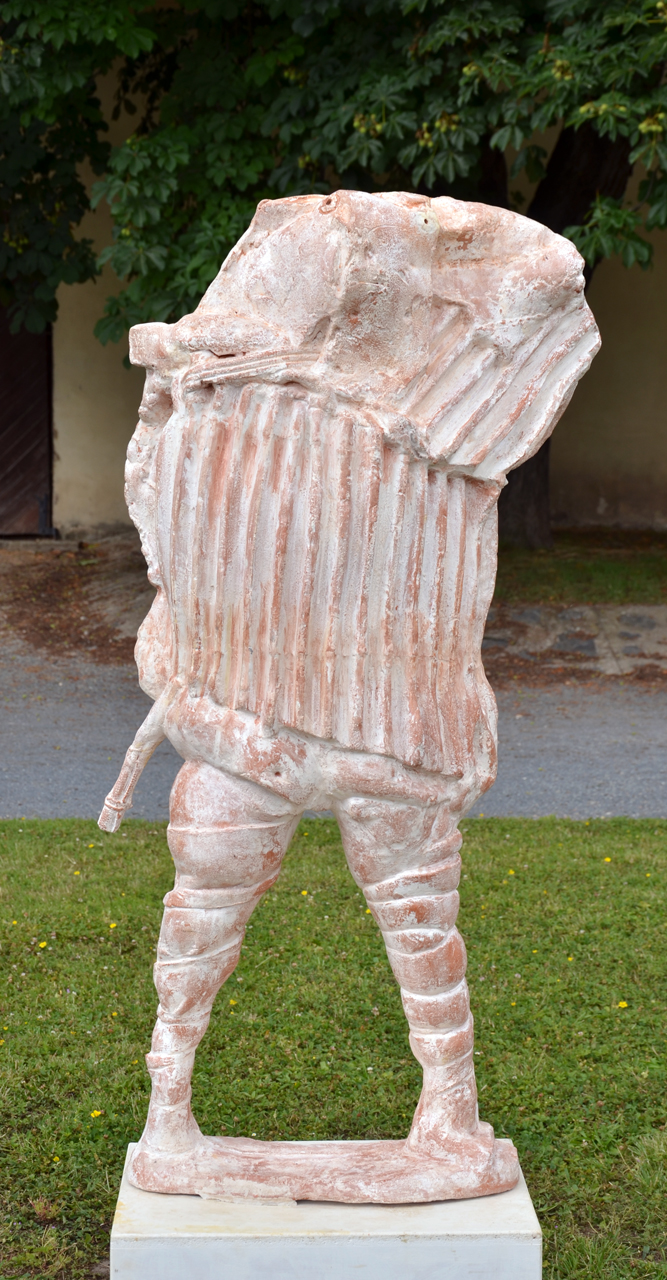
Strážce 1, LKP Roztoky 2016
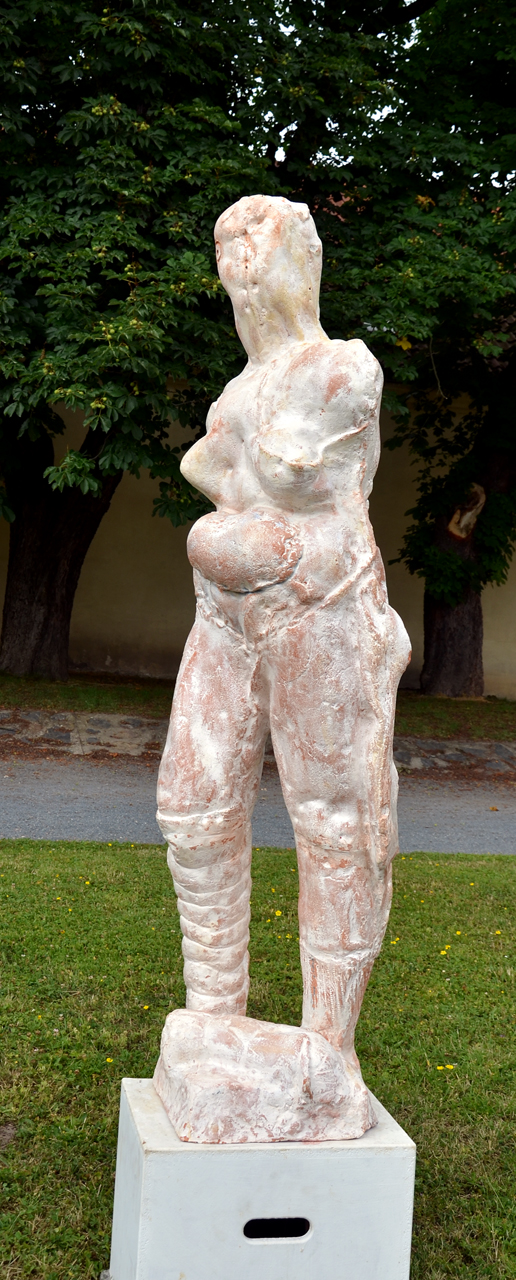
Strážce 2, LKP Roztoky 2016
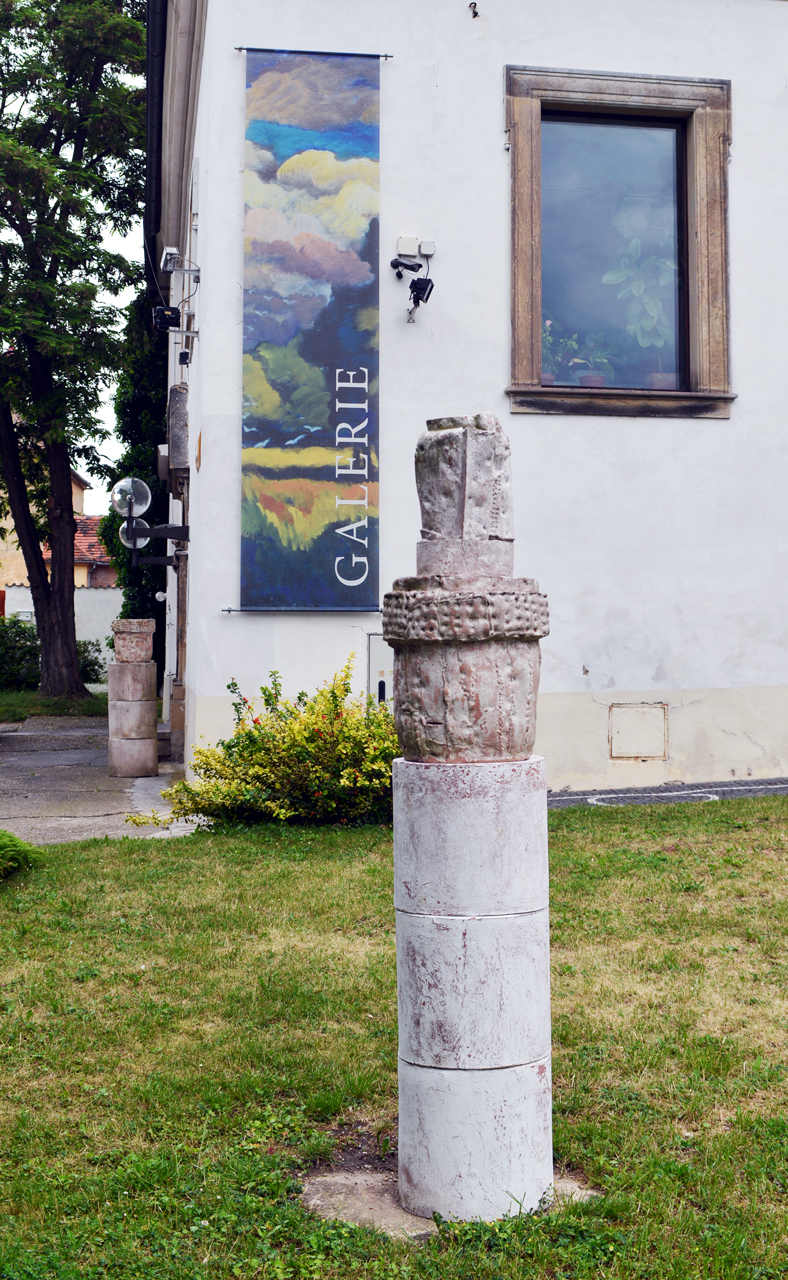
Hlava I (2015) GMU Roudnice
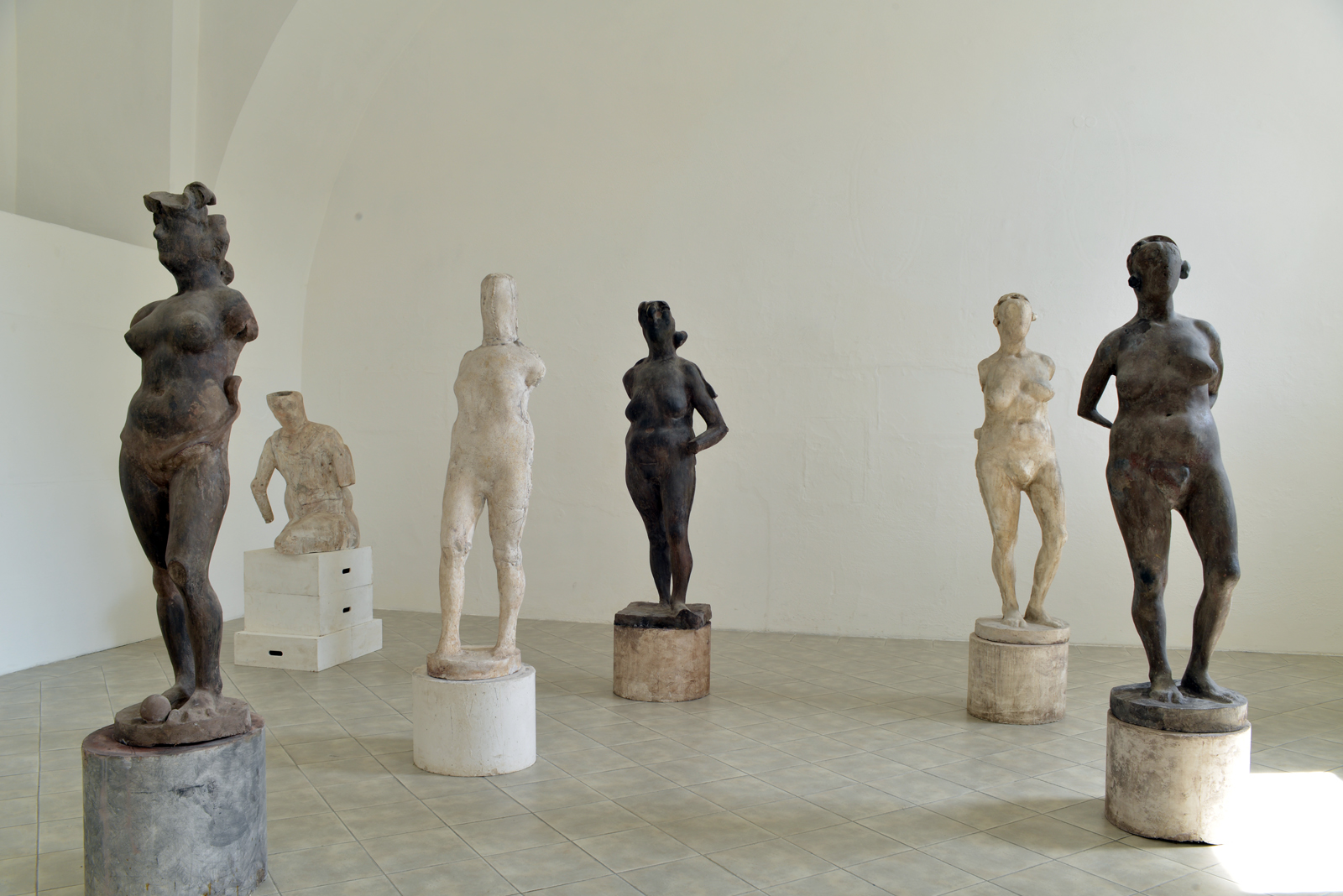
výstava GMU Roudnice (2015–2016)
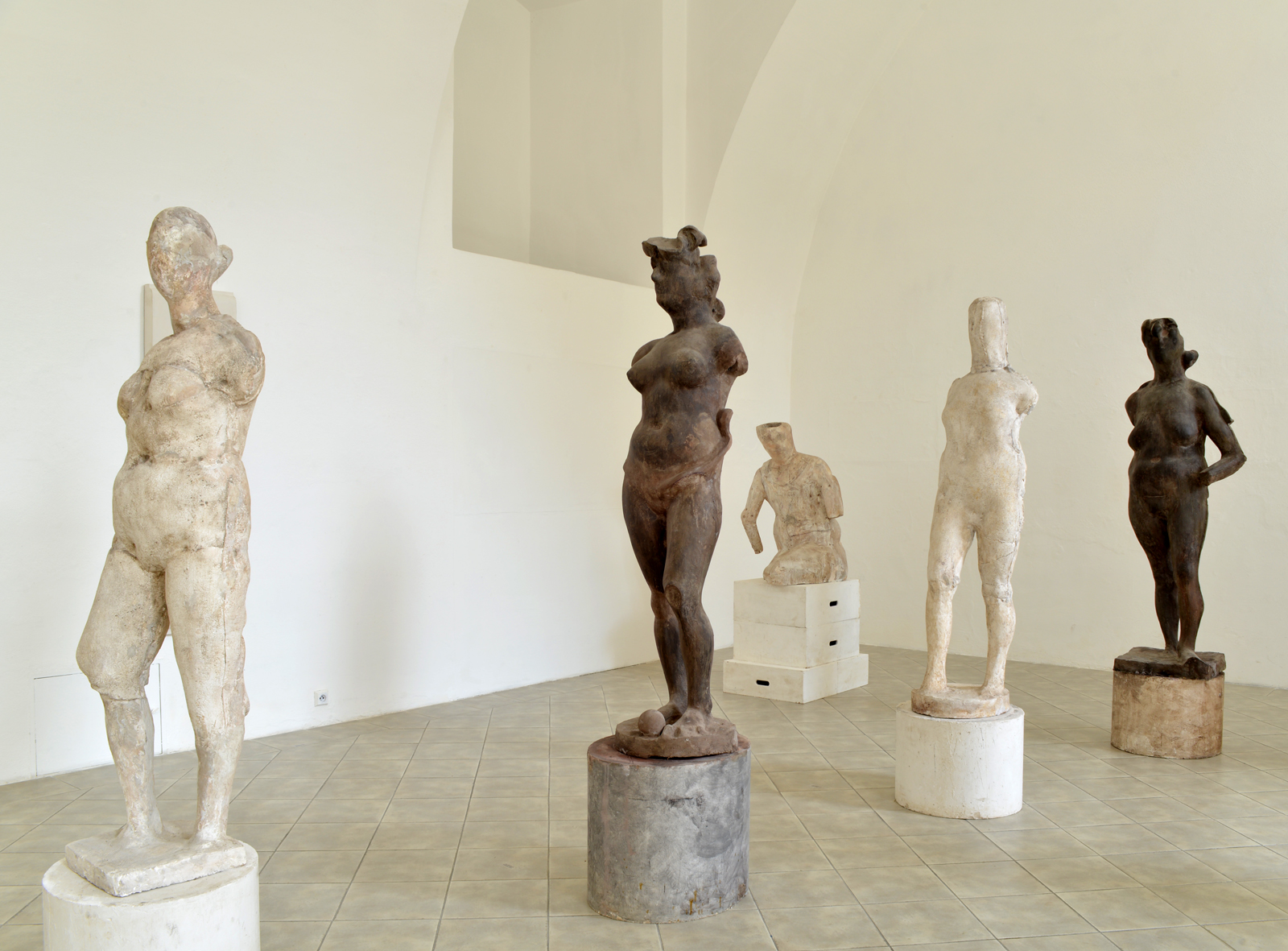
výstava GMU Roudnice (2015–2016)
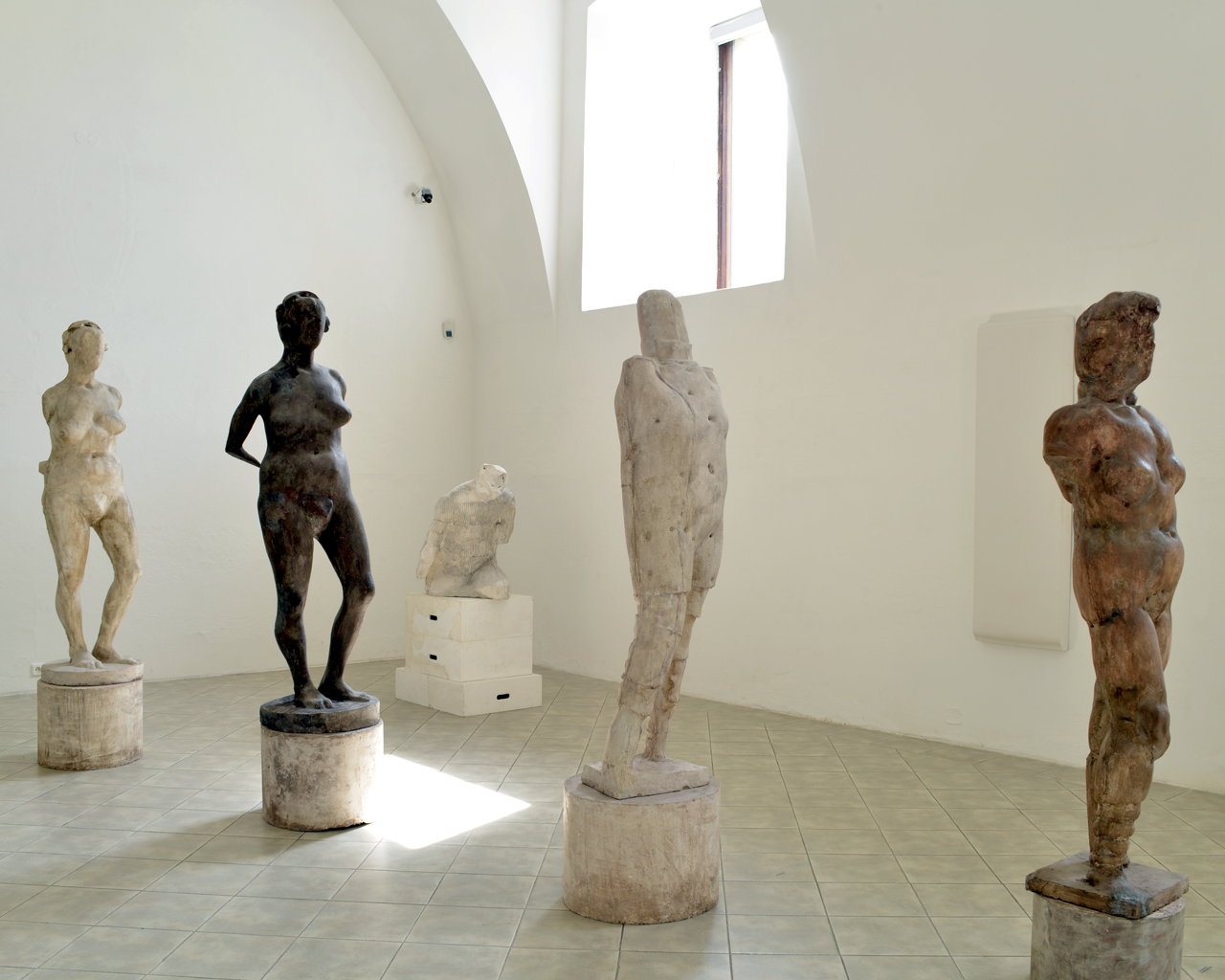
výstava GMU Roudnice (2015–2016)

### Sympozia
- 1963 Europahaus, Vídeň
- 1965 Sympozium prostorových forem, Elbląg,
- 1969 Sympozium plastik v kovu, VCHZŽ Košice

Artchemo, Pardubice
- 1992 Mezinárodní sochařské sympozium Hořice
- 1994 Mezinárodní sympozium Džbán, Hředle
- 1998 Sochařské léto Jirčany

Mezinárodní sochařský Workshop, Ružomberok
- 1999 Sympozium Guilin, Čína
- 2009, 2010, 2012 Smaltart, Vítkovice

### Realizace
- 1965 Nachýlená figura (300 cm), železo, Elbląg
- 1969 Velká hlava (500 cm), železo, Košice
- 1971 centrální plastika, pískovec, hřbitov Stachy
- 1973 keramická stěna, Čedok Berlín
- 1976 5 reliéfů, bronz, Mramorový palác, Teherán
- Býk, pískovec, SOU Písnice
- 1984 Plastika s rostlinnými motivy, sídliště Lhotka, Praha
- 1985 Kašna, pískovec, Jižní město, Praha
- 1985 Fontány, Metro B-Smíchovské nádraží, Praha
- 1986-7 Labe (300x200 cm), pískovec, Přední Labská
- Plastika s rostlinnými motivy, sídliště Lhotka, Praha
- 1992 Nachýlená figura, granit, Manchester by Sea, USA
- 1995 pamětní deska, Pražs. povstání, Staroměstská radnice
- 1996 Most, granit, symp. Guilin, Čína
- 1997 pamětní deska UNESCO, bronz, staroměstská radnice, Praha
- 1999 pamětní deska F. Kafkovi, bronz, palác Kinských, Praha
- busta Václava Hollara, bronz, Soukenická, Praha
- 2003 pomník J. Krčína z Jelčan, bronz, mramor, Třeboň
- 2005 pamětní deska B. Suttnerové, bronz, Palác Kinských, Praha
- 2008 Křížová cesta (Vykoupení), pískovec, Kuks, Dvůr Králové[3]
- 2016 sousoší kalvárie U Třích Svatých, cement, Kunratice, Praha[16]

#### Realizace

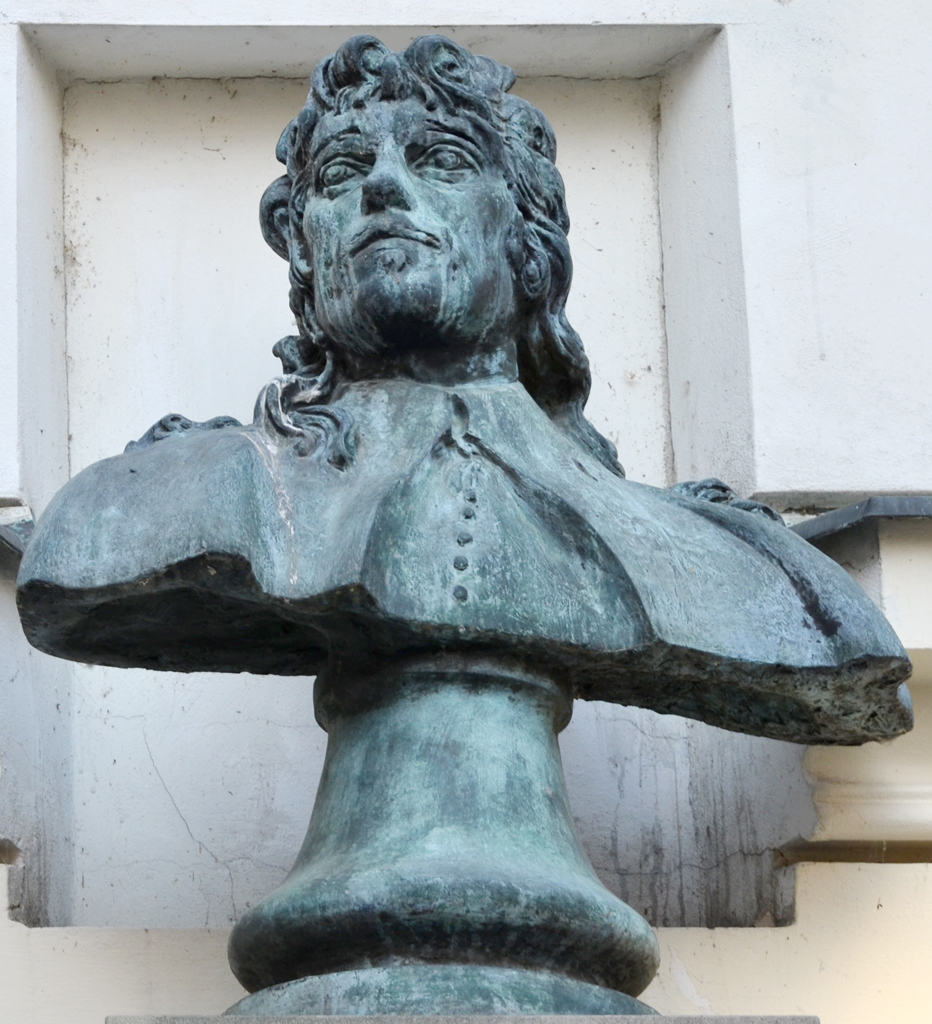
Busta Václava Hollara, Praha
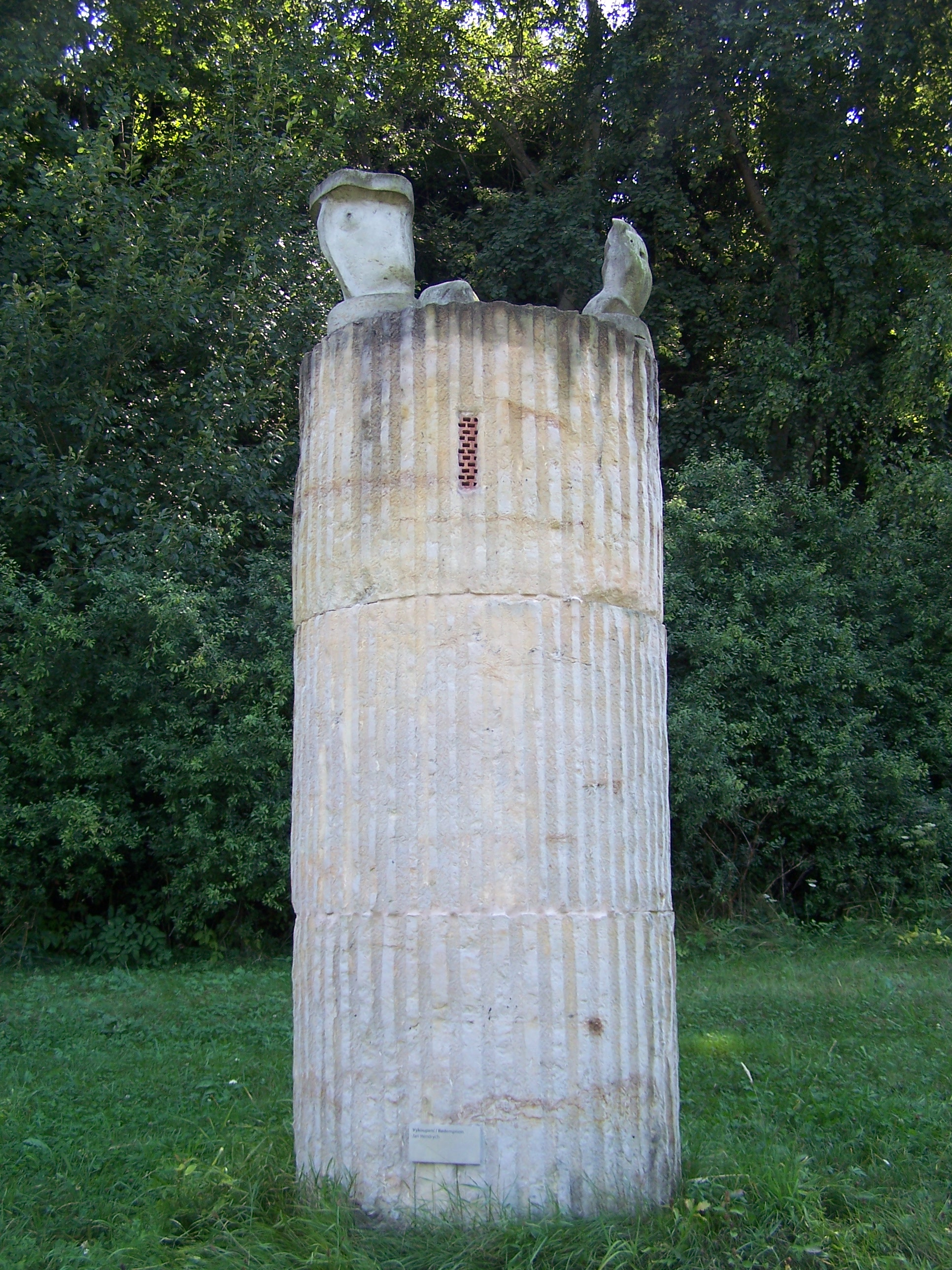
Křížová cesta, 13. Vykoupení, Kuks
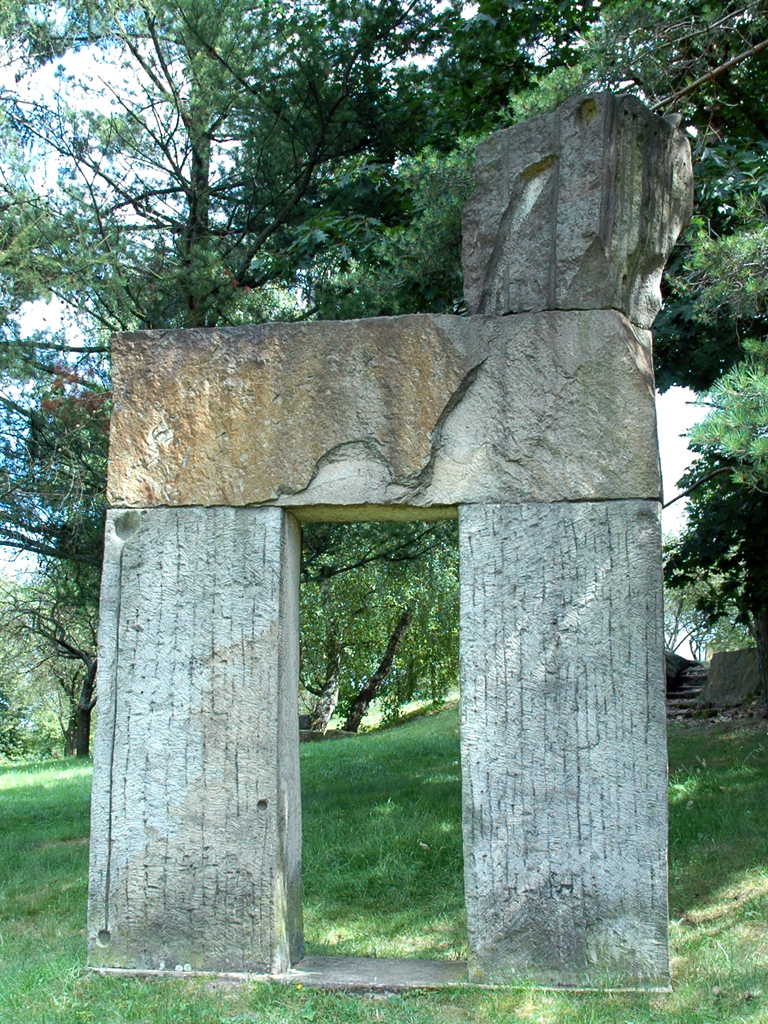
Most, 1990, Hořice
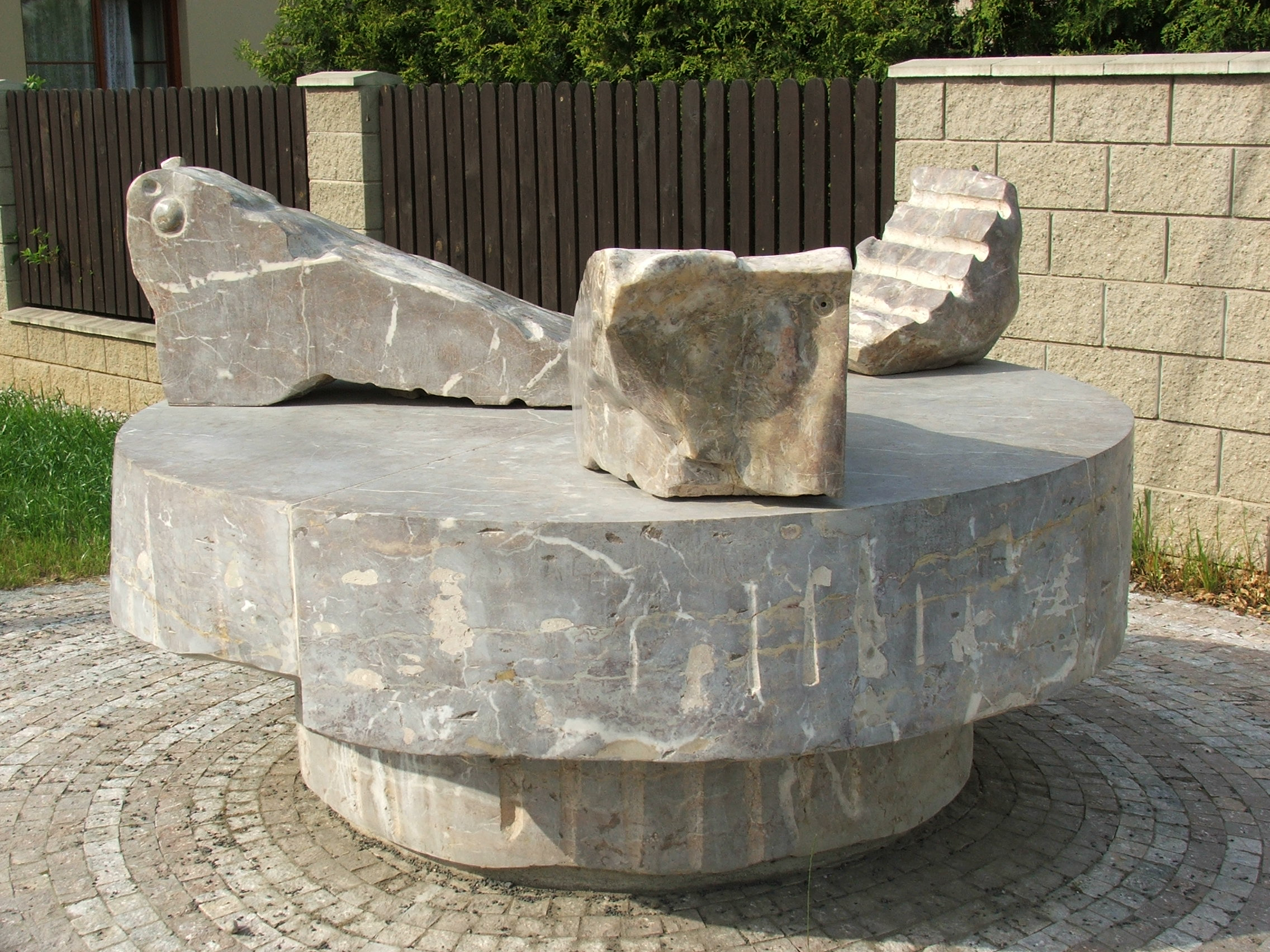
Kolotoč, Cesta mramoru, Dobřichovice
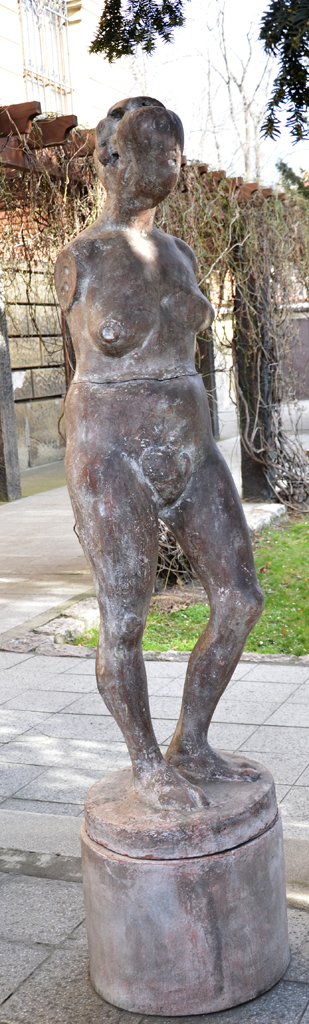
Studie aktu bez rukou (2006–2007), UPM
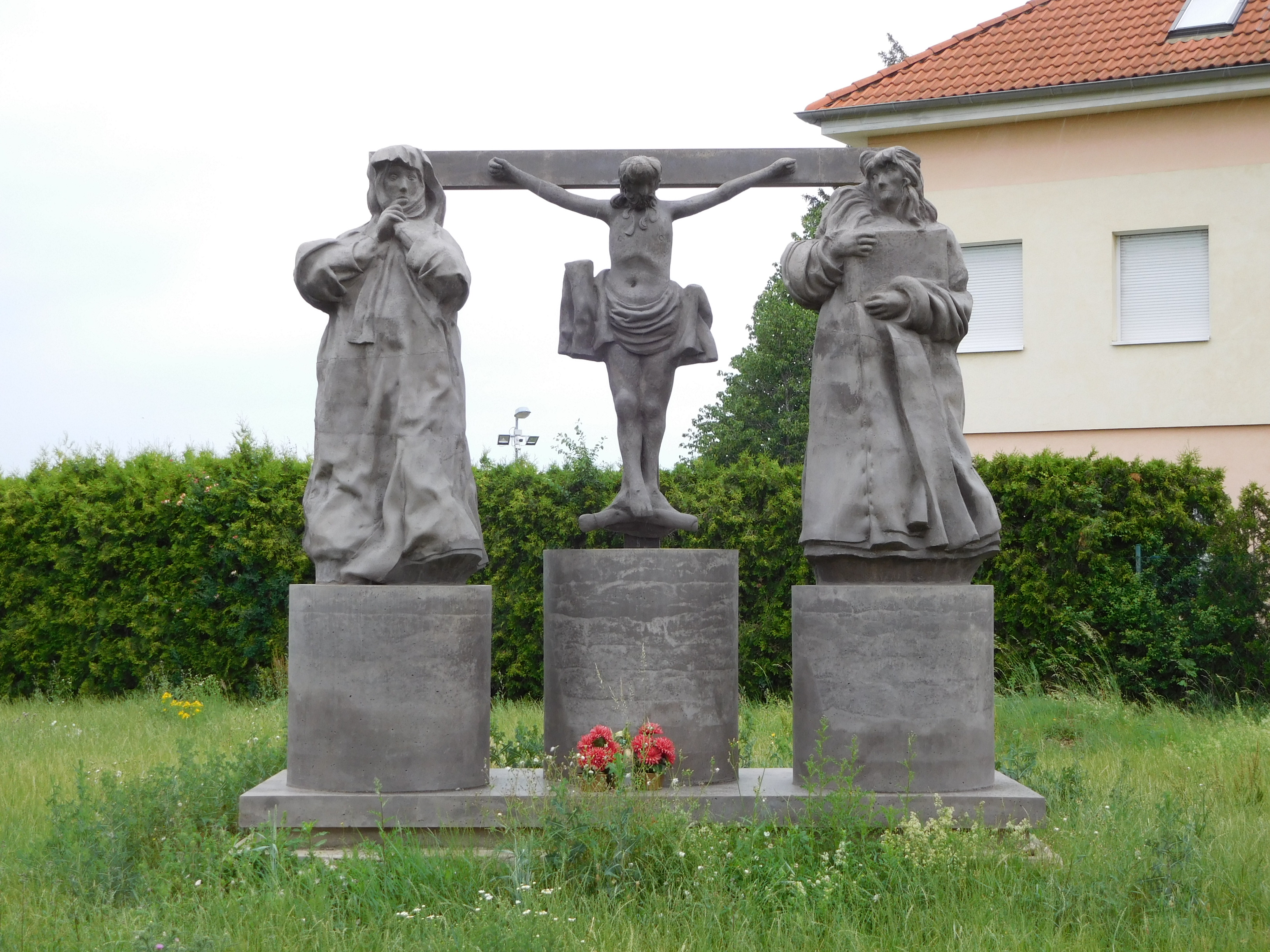
Kalvárie, 2016, Praha

### Skupinové výstavy
- 2019 Doba plastová, Východočeská galerie v Pardubicích, Zámek, Pardubice, 26. června – 6. října 2019[17][18]

### Absolventi sochařského ateliéru prof. Jana Hendrycha (výběr)
- 1996 J. Švaříček RASVA
- 1996 Marie Šeborová
- 1996 Jaroslav Valečka
- 1998 Jiří Fiala
- 2007 Bohumil Eliáš jr.
- 2007 Barbora Maštrlová
- 2007 Barbora (Hapalová) Chládková
- 2008 Josefína Dušková
- 2011 Kryštof Hošek
- [19]

#### Katalogy
- Miroslav Koval: Jan Hendrych: Kresby a sochy, kat. 8 s., Galerie Jiřího Jílka, Šumperk 2018
- Ilona Víchová Czakó: Jan Hendrych: Sochy a kresby / Sculptures and Drawings, kat. 4 s., 1. Art Consulting Brno - Praha 2017
- Alena Potůčková: Jan Hendrych, Rastislav Jacko - Učitel a žák II, GMU Roudnice nad Labem 2016, ISBN 978-80-87512-50-0
- Václav Erben: Jan Hendrych, kat. 243 s., Galerie Benedikta Rejta, Louny, 2009 ISBN 978-80-85051-12-4
- Jan Hendrych, Jan Šmolka, Petr Pivoda: Jan Hendrych: Plastiky a kresby, kat. 37 s., Galerie Beseda, Ostrava 2006
- Jan Kříž: Jan Hendrych, kat. 116 s., České muzeum výtvarných umění, Praha, 2005 ISBN 80-7056-126-2
- Richard Drury: Jan Hendrych, kat. 2 s., Galerie Magna, Ostrava 2002
- Václav Erben: Jan Hendrych: Šedesátá léta, kat. 36 s., Galerie Ztichlá klika, Praha, 2001
- Jan Rous: Jan Hendrych, kat. 4 s., Městské muzeum a galerie Hranice, 1999
- Josef Kroutvor: Jan Hendrych: Mosty a brány, kat. 42 s., 60 obr., Galerie Ztichlá klika, Praha 1997
- Marie Muchová Halířová: Jan Hendrych: Plastiky, kat. 28 s., Galerie hlavního města Prahy 1988
- Jiří Šetlík, Plastiky Jana Hendrycha, kat. 12 s., Galerie umění, Ostrov 1967
- Jan Hendrych, kat. 4 s., Svaz československých výtvarných umělců 1966